# Fribourg
Fribourg (německy Freiburg,  italsky Friburgo, rétorománsky Friburg) je město ve Švýcarsku, hlavní město stejnojmenného kantonu a okresu Sarine. Leží na Švýcarské plošině na březích řeky Sány na hranici mezi německy mluvící a francouzsky mluvící částí Švýcarska. Je lokálně významným administrativním, obchodním i vzdělávacím centrem, sídlí zde Freiburská univerzita a je zde velmi dobře zachované historické centrum.
Pro odlišení od německého města Freiburg im Breisgau je také používán přídomek im Üechtland (tedy Freiburg im Üechtland).

## Geografie

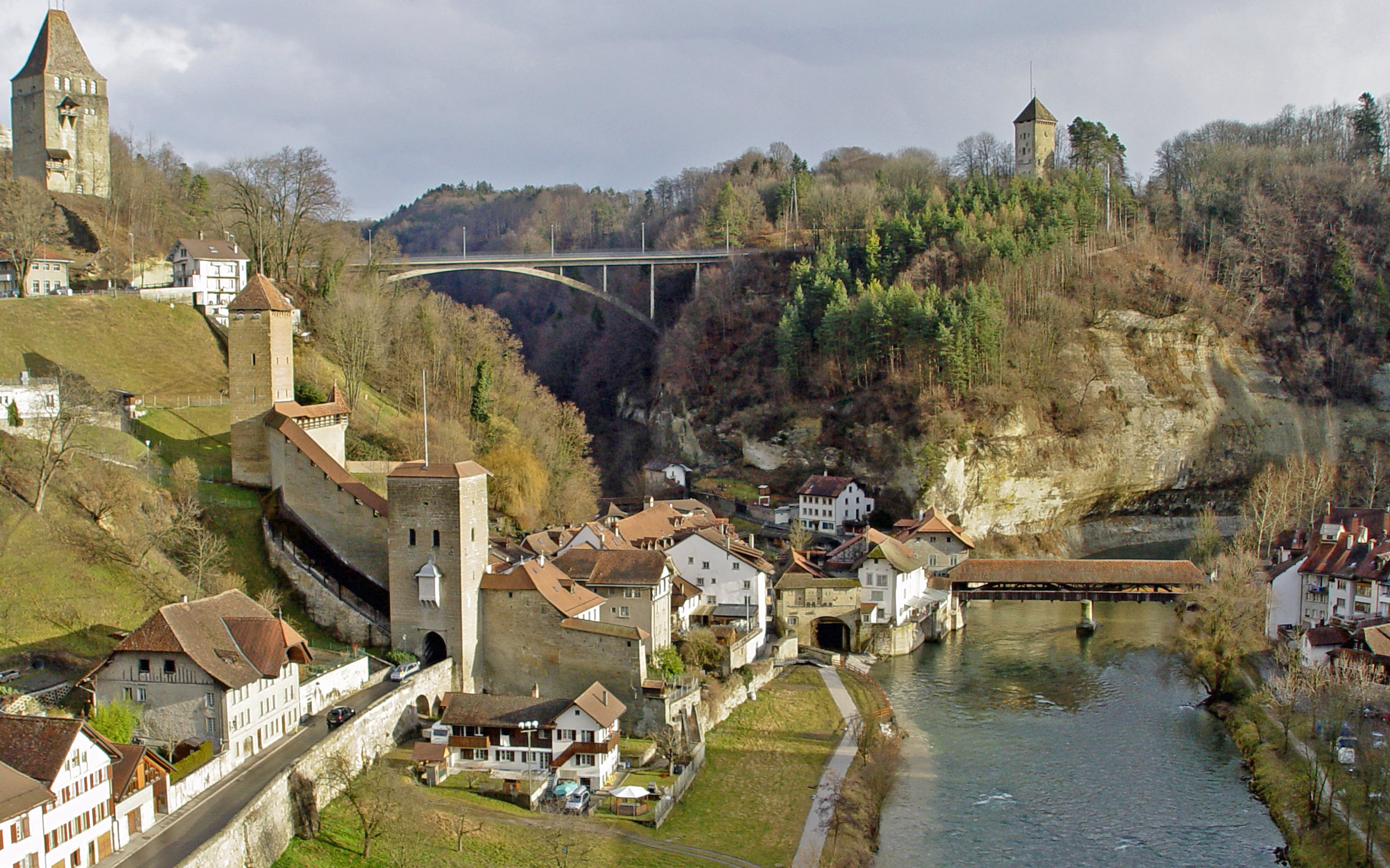
Řeka Sána ve Fribourgu

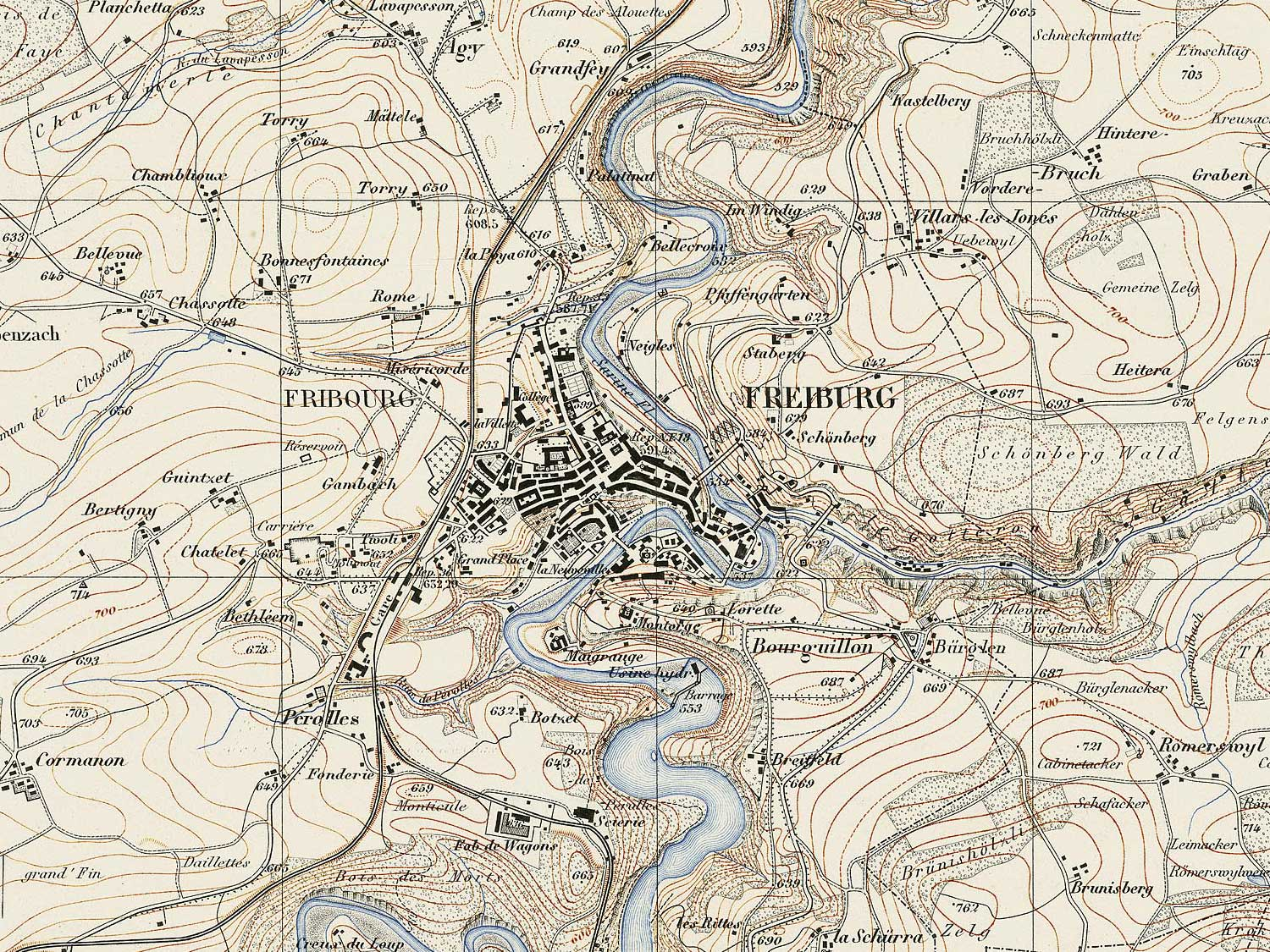
Fribourg na mapě z roku 1874

Staré město Fribourgu leží v nadmořské výšce 581 metrů, vzdušnou čarou 28 kilometrů jihozápadně od Bernu. Město se rozkládá na náhorní plošině po obou stranách řeky Sány (francouzsky Sarine), jejíž koryto je zde, na Švýcarské plošině, hluboce zaříznuto do vrstev molasového pískovce. Staré město se rozkládá na meandrujícím ostrohu širokém něco přes 100 metrů západně od Sány, asi 40 metrů nad dnem říčního údolí. Většina městských čtvrtí se nachází na náhorní plošině v průměrné nadmořské výšce 620 metrů a na přilehlých kopcích, zatímco dno údolí Sány je osídleno pouze v oblasti starého městského meandru, dříve chudého dolního města. Nejnižší bod města se nachází v nadmořské výšce 525 m n. m. v lokalitě Windig.
Rozloha obce, která je s 9,3 km² na město poměrně malá, zahrnuje část náhorní plošiny Molasse ve Fribourské plošině. Od jihu k severu protíná území silně meandrující tok řeky Sány, která se erozí zařízla až 100 metrů hluboko do náhorní plošiny. Dno údolí je většinou široké 200 až maximálně 500 metrů. Jižně od města se nachází jezero Pérolles, přehrazené v roce 1872 nejstarší gravitační hrází v Evropě. Asi kilometr severně od starého města již začíná přehrada jezera Schiffenen. U každé z nádrží zabírá Sána téměř celou dostupnou šířku dna údolí.
Na obou stranách je ploché dno údolí lemováno z velké části zalesněnými strmými svahy, z nichž některé jsou protkány pískovcovými horninami. Na západě následuje Fribourská náhorní plošina (610 až 630 m), kterou také ohraničují molasové kopce Chamblioux (681 m) a Le Guintzet (690 m). Východně od Sány se území obce rozkládá na výšinách Schönberg (francouzsky Schonberg), která je se svými 702 m n. m. nejvyšším bodem území obce, a Bürglen (francouzsky Bourguillon; až 700 m). Mezi nimi se nachází příkop Galtera (francouzsky Gottéron), který se rovněž zařezává do náhorní plošiny a v oblasti meandru starého města se vlévá do řeky Sány. V roce 1997 tvořila 61 % rozlohy obce zastavěná plocha, 18 % lesy a háje, 14 % zemědělství a méně než 7 % neproduktivní půda.
Politická obec Fribourg zahrnuje bývalou vesnici Bürglen (655 m n. m.) na náhorní plošině jižně od propadliny Galterngraben a část čtvrti Schönberg (do 700 m n. m.) na východní hranici města severně od Galterngraben; větší část je již na území obce Tafers. Sousedními obcemi Fribourgu jsou Düdingen a Tafers na východě, St. Ursen a Pierrafortscha na jihovýchodě, Marly na jihu, Villars-sur-Glâne a Givisiez na západě a Granges-Paccot na severu.

### Městské části

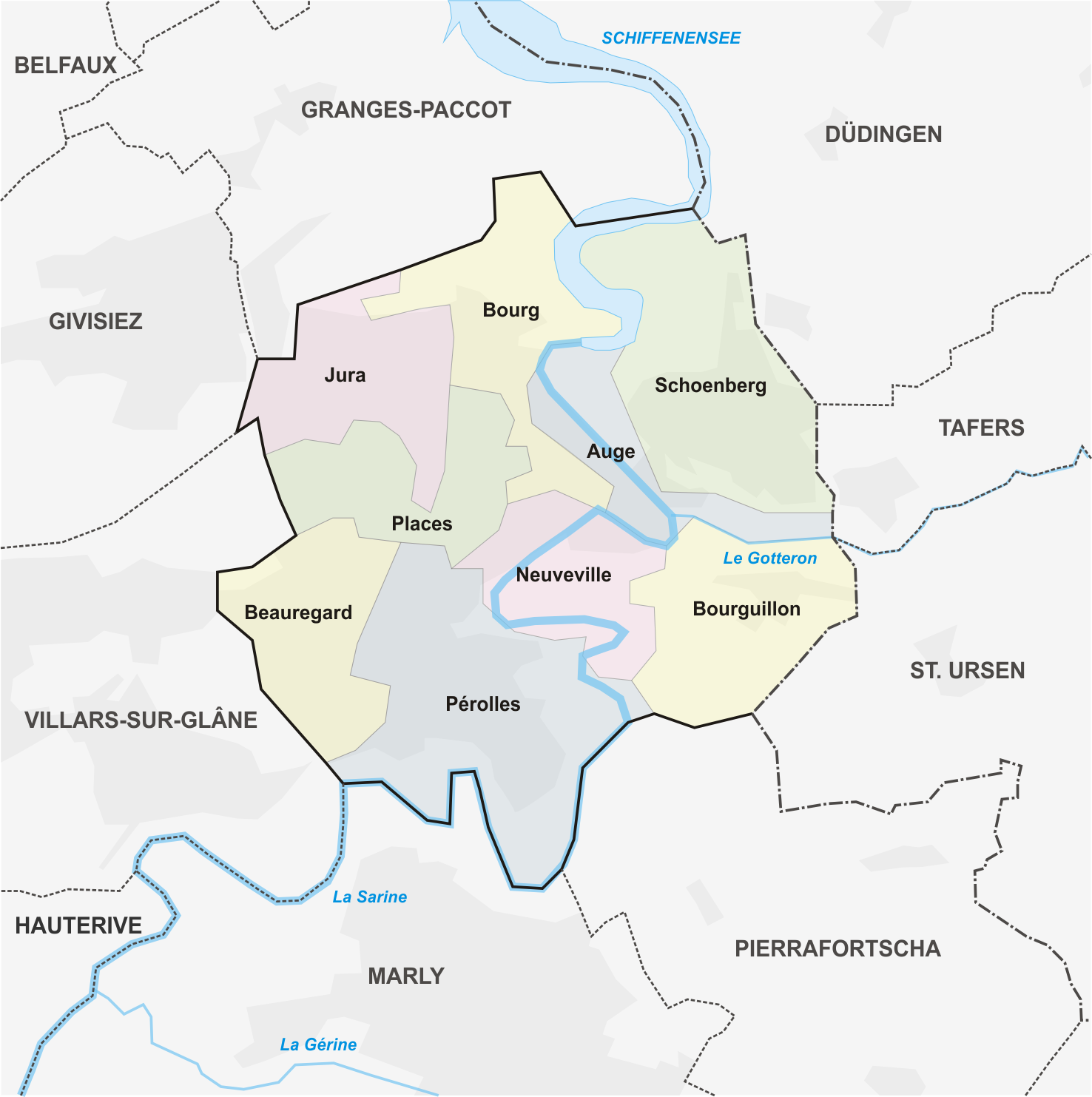
Mapa čtvrtí Fribourgu

| Název německy | Název francouzsky | Počet obyvatel (2015) |
| ------------- | ----------------- | --------------------- |
| Burg          | Bourg             | 2400                  |
|               | Beauregard        | 7527                  |
| Jura          | Jura              | 6220                  |
|               | Pérolles          | 6023                  |
| Neustadt      | Neuveville        | 1553                  |
| Au            | Auge              | 1088                  |
| Schönberg     | Schoenberg        | 9485                  |
|               | Places            | 3144                  |
| Bürglen       | Bourguillon       | 691                   |

## Historie

### Nejstarší historie
Oblast Fribourgu byla osídlena již od neolitu, ale v oblasti dnešního města bylo nalezeno jen několik nálezů, například několik křemenných nálezů u Bürglenu a kamenné sekery a bronzové nástroje. V době římské se poblíž Fribourgu nacházel přechod přes řeku Sánu. V té době však hlavní osa přes Švýcarskou plošinu vedla dále na sever údolím Broye a přes Aventicum (Avenches). Z tohoto důvodu se z římské doby dochovaly jen malé stopy osídlení. Na náhorní plošině Pérolles byly objeveny zbytky základů římských hradeb.

### Středověk

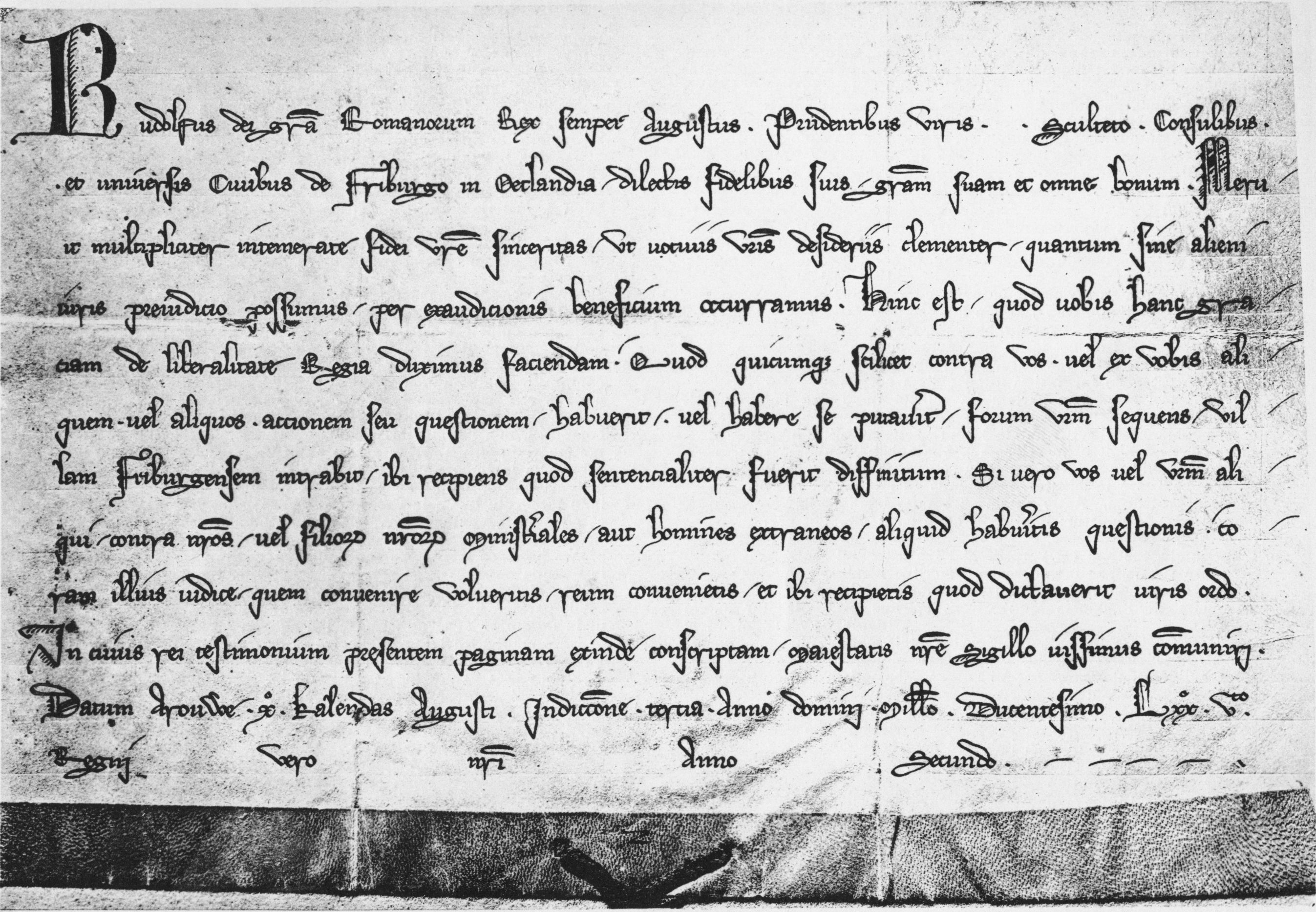
Listina krále Rudolfa Habsburského z 23. července 1275 pro občany Freiburgu im Üechtland

Fribourg byl založen v roce 1157 vévodou Bertholdem IV. ze Zähringenu na strategicky dobře chráněném místě na skalnatém ostrohu nad řekou Sánou a obdařen velkorysými svobodami. Zähringové tak mohli upevnit a rozšířit své mocenské postavení ve švýcarském středohoří v oblasti mezi řekami Aarou a Saanou. První dochovaná jména města jsou Friborc (1157/80) a Fribor (1175). Dochoval se i francouzský název Fribourg en Nuithonie. Název, který znamená „svobodné město“, má na jedné straně odkazovat na výsady, které zakladatel města udělil jeho obyvatelům, na druhé straně je však také záměrnou nápodobou Freiburgu im Breisgau, který byl rovněž založen o něco dříve Zähringenskými.

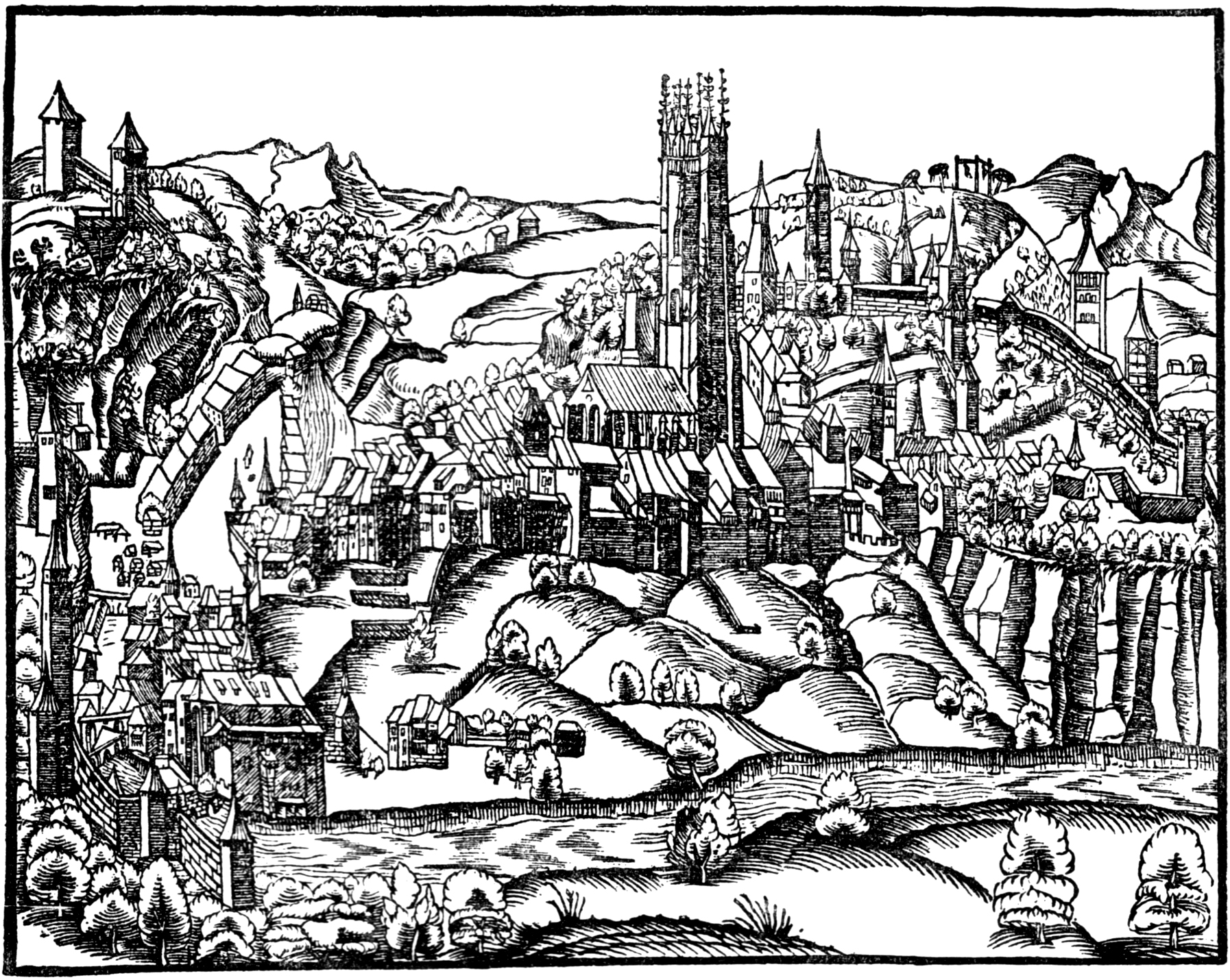
Fribourg, vyobrazení z roku 1548

Od svých počátků tvořil Fribourg městský stát, tedy městské panství, k němuž nepatřilo téměř žádné území z regionálního zázemí. Když v roce 1218 vymřela dynastie Zähringů, přešel Fribourg dědictvím na Kyburgy, kteří městu přiznali dosavadní svobody a v roce 1249 sepsali městskou ústavu v takzvaném Handfestu, která stanovila právní, institucionální a hospodářskou organizaci. V tomto období bylo také uzavřeno několik spojenectví se sousedními městy Avenches (1239), Bern (1243) a Murten (1245).
Koupí se město dostalo v roce 1277 za 3040 marek stříbra do majetku habsburského rodu, čímž se stalo jeho nejzápadnější základnou v soupeření se savojským rodem o moc v regionu, a opakovaně se účastnilo válek se savojskými a bernskými vévody. Pokus Fribourgu čelit expanzivní politice Bernu ve spojenectví se Savojskem a různými dalšími šlechtickými rody v regionu ztroskotal 21. dubna 1339 porážkou v bitvě u Laupenu. Obchod a komerce vzkvétaly již od poloviny 13. století. V počátcích se Fribourg skládal ze čtyř různých čtvrtí: Burg, Neustadt, Au a Spital. Město se rychle rozvíjelo a procházelo prvními expanzemi; již v roce 1224 se čtvrť Burg rozšířila dále na západ, v roce 1254 bylo založeno předmostí na východní straně bernského mostu a od roku 1280 probíhalo rozšiřování v oblasti dnešního Place Python. Tato rozšíření odrážejí hospodářský rozmach Fribourgu. Ve 14. století se Fribourg stal významným centrem obchodu, výroby sukna a zpracování kůže, díky čemuž se město od roku 1370 stalo známým po celé střední Evropě.

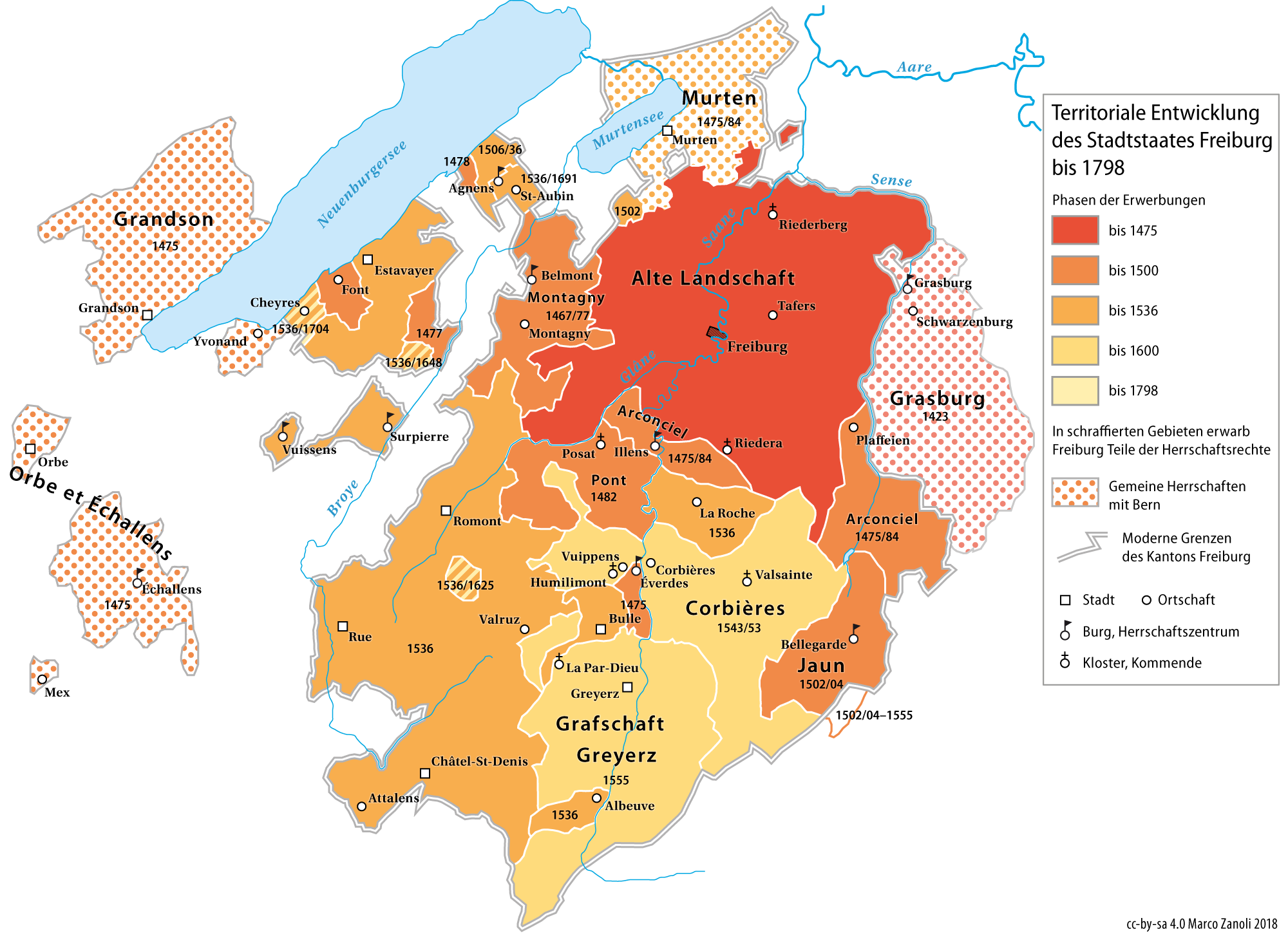
Územní vývoj městského státu Fribourg před rokem 1798

12. února 1378 prodal Jakob von Düdingen svůj podíl na panství Simmental městu Fribourg za 3000 zlatých. Již 24. února se Vilém z Düdingenu rovněž zavázal, že své hrady v Simmentalu (Blankenburg, Mannenberg a Laubegg) ponechá městu Fribourg otevřené. Zároveň hrabě Rudolf z Kyburgu přislíbil městu Fribourgu hrad, město a panství Nidau za 5 000 guldenů. Dne 16. května 1382 se městu Fribourg podařilo koupit Inselgau za 1050 guldenů. K tomu patřily Worben, Jens, Merzligen, Bellmund, Wiler, Port a baile nad ostrovem svatého Petra na Bielském jezeře. Všechny tyto akvizice by vedle tzv. Starého panství (Alte Landschaft) poskytly pevný základ pro území městského státu Fribourg. Po bitvě u Sempachu však o ně Bern přišel a mezi Fribourgem a Bernem se rozvinula malá válka. V mírové smlouvě mezi konfederáty a Habsburky z dubna 1389 ztratili Fribourští nejen nároky na Büren an der Aare a Nidau, ale také na Simmental. Po dlouhých a tvrdých arbitrážních jednáních jim bylo 18. února 1398 odepřeno i Inselgau.
Smlouva s Bernem o městských právech byla obnovena v roce 1403. Městští vládci nyní prováděli novou územní politiku postupným získáváním území v nejbližším okolí, čímž položili základ fribourského Starého panství. Již v roce 1442 tak město vytvořilo po obou stranách řeky Sány okolní území o průměru asi 20 km. Tehdy bylo pod přímou kontrolou městské vrchnosti a nebylo spravováno prostřednictvím mezistupně fojtství.

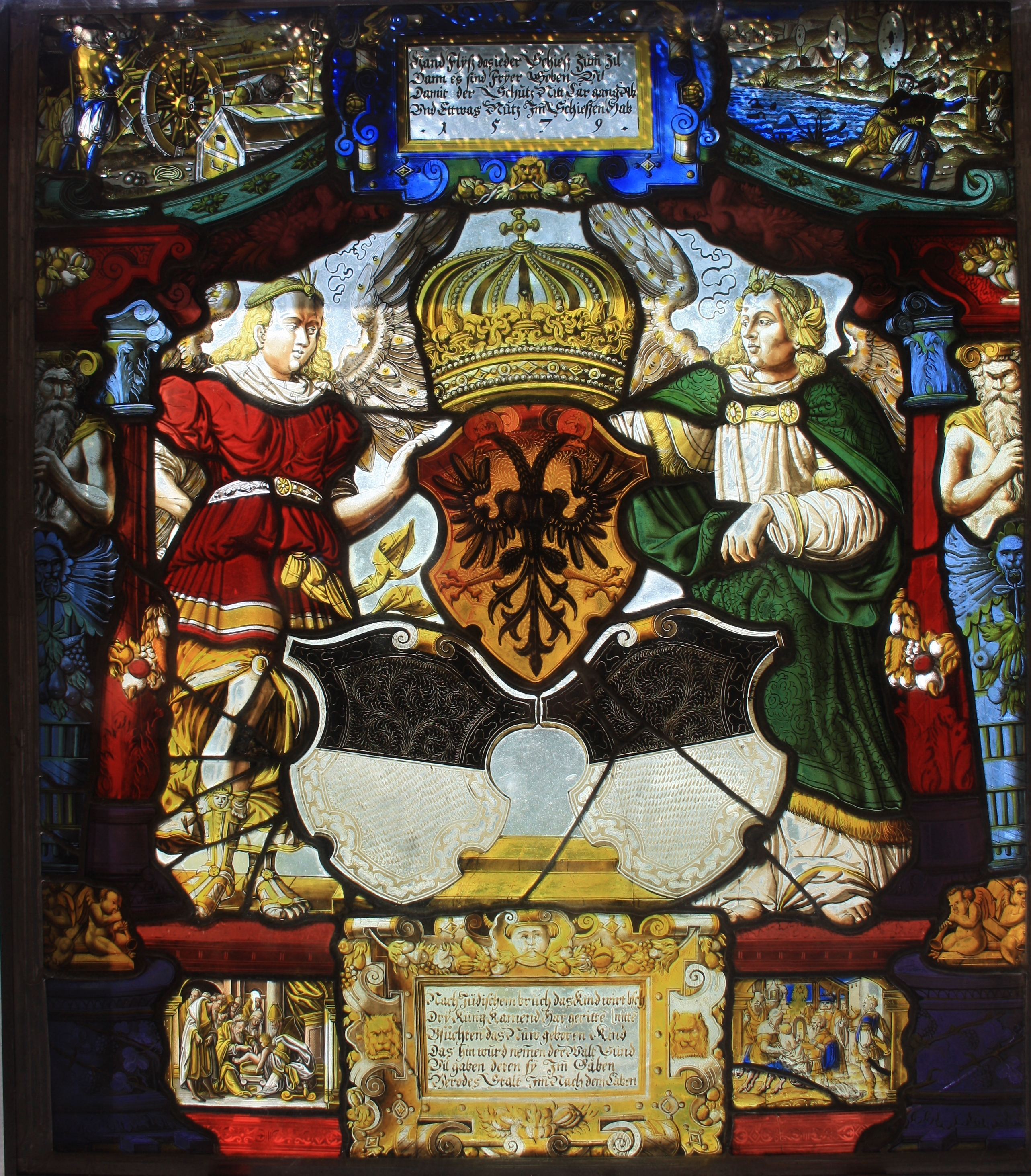
Historický znak Fribourgu na vitráži (klášter Wettingen)

Období kolem poloviny 15. století bylo poznamenáno různými ozbrojenými konflikty. Především došlo k velkým ztrátám ve válce proti Savojsku. Savojský živel získával ve Fribourgu stále větší vliv, a tak v roce 1452 přešlo město z habsburské pod svrchovanost Savojska, v níž zůstalo až do roku 1477 po burgundských válkách. Jako spojenec Bernu se Fribourg účastnil válek proti Karlu Smělému a mohl si tak zajistit další území. Dne 10. září 1477 propustila vévodkyně Violanta Francouzská Fribourg z područí Savojských a krátce nato, 31. ledna 1478, získalo město císařskou nezávislost. Od této doby tvořil Fribourg se svým územím, „Starým panstvím“ a panstvími Montagny a Illens/Arconciel, získanými v letech 1475–1478, městský stát se statutem svobodného císařského města. Společně s Bernem ovládal Fribourg panství Grasburg, Murten, Grandson a Orbe-Echallens.
V letech 1399 a 1429–1430 se ve Fribourgu konaly kacířské procesy proti protestantským valdenským. Obvinění byli mučeni a museli nosit na prsou a zádech žluté kříže z látky. Čtyři ženy byly uvězněny na doživotí a jeden valdenský muž byl odsouzen k smrti na hranici. Z města byl vypovězen mezinárodně úspěšný obchodní dům Perroman-Gesellschaft (též Praroman), jehož členové byli považováni za valdenské. Od roku 1400 byl Fribourg také dějištěm několika čarodějnických procesů, které se konaly kvůli autoritě úřadů. Od roku 1481 je Fribourg členem Švýcarské konfederace. Další území získal Fribourg v 16. století, nejprve spolu s Bernem v roce 1536, kdy získal region Vaud, a poté v roce 1554, kdy si rozdělil konkurenční hrabství Gruyères.
Od konce 14. století se zde objevovaly různé zámožné rody, které se zabývaly obchodem se suknem a kůží: Gottrau, Lanthen, Affry, Diesbach (původně z Bernu, po reformaci také ve Fribourgu), Von der Weid, Techtermann, Fegeli a Weck. Spolu s místní šlechtou (rody Maggenberg, Düdingen/Velga, Montenach, Englisberg a Praroman) se od 15. století zformoval patriciát, který si následně mezi sebou rozdělil moc. To však bylo důležitou příčinou úpadku soukenické výroby, protože rody, které se kdysi vyšvihly díky obchodu a živnostem, se nyní stále více staraly o vládu nad městem a o získanou správu a od té doby neustále rozšiřovaly pozemkový majetek. Mezníkem v politice města byl rok 1627, kdy se tehdejší patricijská třída prohlásila novou ústavou za jediného regenta a nárokovala si tak právo volit a kandidovat ve volbách. Tím byla zpečetěna oligarchie s restriktivními organizačními strukturami, která se projevila již v průběhu 15. století.

### Novověk

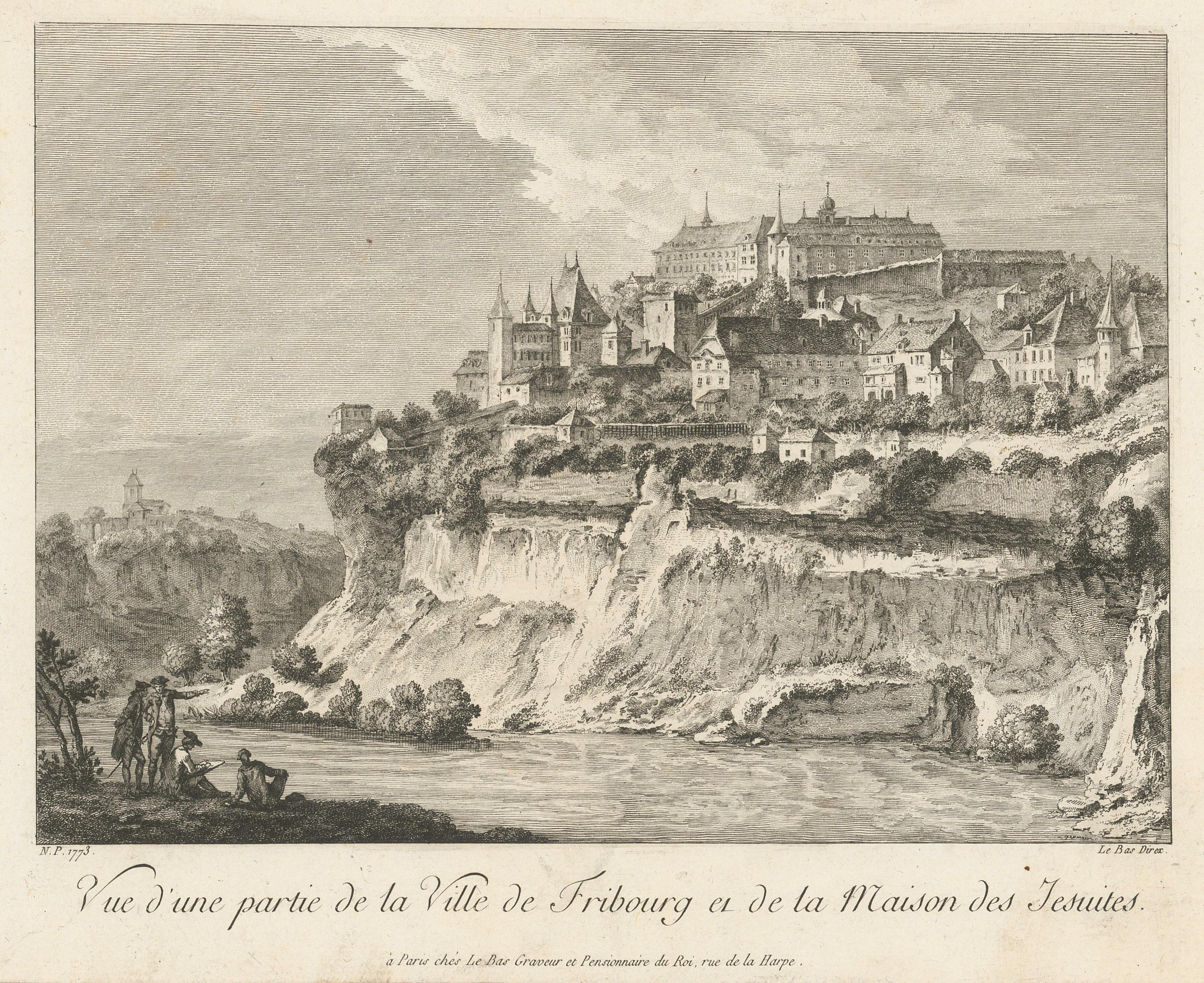
Pohled na Fribourg ze Stadtbergu s jezuitskou budovou (70. léta 18. století)

Přísný patricijský režim (tvořený maximálně 60 rodinami) držel téměř 200 let všechny vlivné posty ve městě a hrál vedoucí roli v politice, hospodářství, kultuře a společnosti. Utlačovaní občané se několikrát spojili a nacvičili lidové povstání, mimo jiné v roce 1781 pod vedením Pierra-Nicolase Chenauxe. S podporou vyžádanou z Bernu bylo povstání potlačeno. Elita byla úzce spjata s francouzskou monarchií a svůj životní styl v podstatě financovala z důchodů za dodávky žoldnéřů Bourbonům. Švýcaři, kteří byli zabiti při útoku na Tuilerijský palác v roce 1792, byli pod velením Ludvíka Augustina d'Affryho z Fribourgu. Výjimkou je Franz Peter König von Mohr (1594–1647), který pocházel z poměrně skromné rodiny, během třicetileté války vykonával služby v habsburské císařské armádě a dostal se až na post fribourského radního.

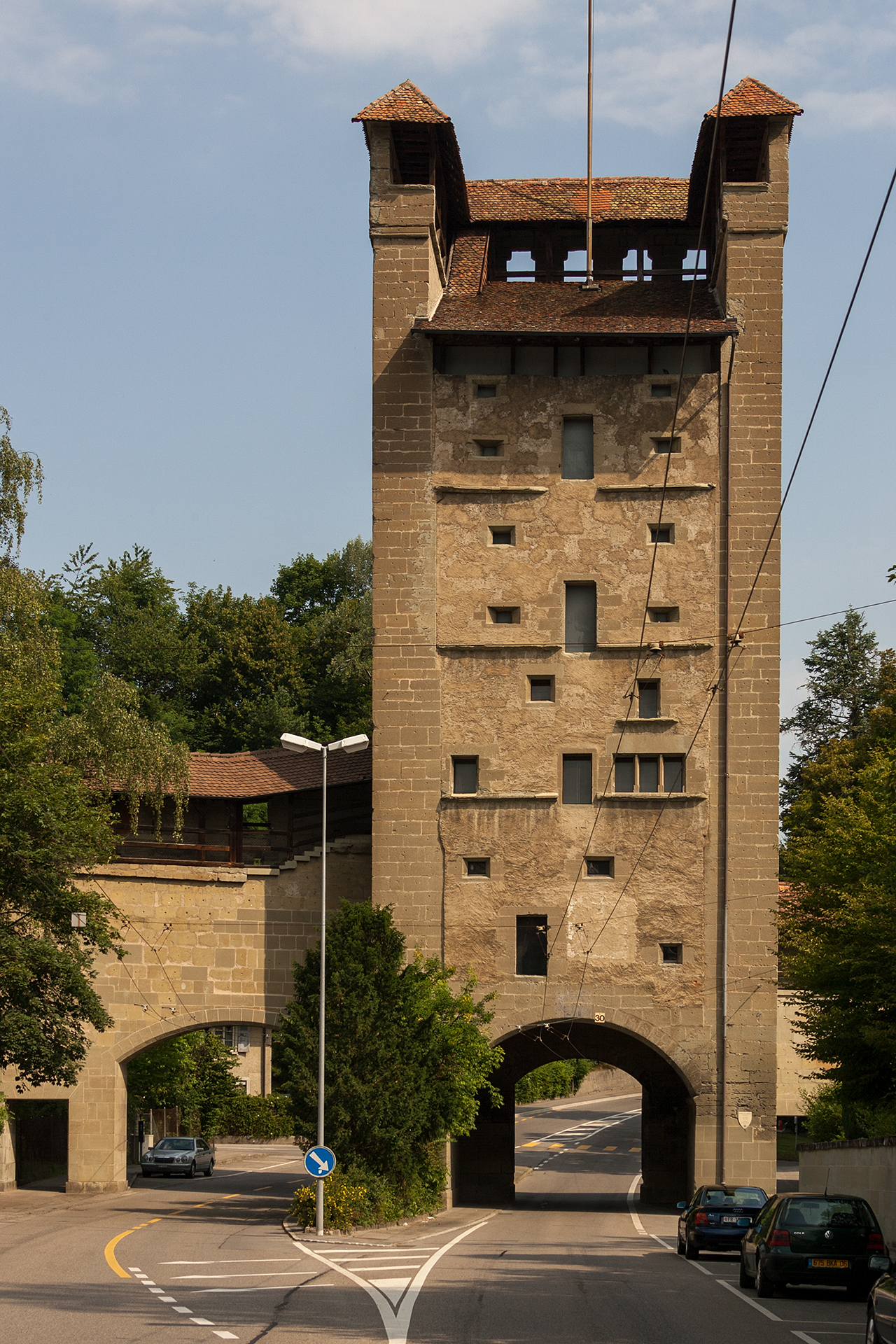
Murtenská brána

Invaze francouzských vojsk do Švýcarska v roce 1798 znamenala konec starých pořádků. Fribourg 2. března kapituloval a musel se vzdát vlády nad venkovem. To otevřelo cestu k volbám do městského úřadu, v jehož čele stál první starosta města Jean de Montenach. Zavedením zákona o zprostředkování za Napoleona bylo v roce 1803 dokončeno oddělení kantonu a obce Fribourg. Dne 28. června 1803 byla na nátlak konzervativců znovu zavedena ústava Constitutio Criminalis Carolina z roku 1532, která v trestním právu stanovila například mučení, čtvrcení a kolování, jež byly v době helvétského soustátí zakázány.
Město bylo hlavním městem okresu a kantonu a v letech 1803–1809 střídavě jedním z hlavních měst Švýcarska. Společenský život bohaté vyšší vrstvy se odehrával v létě v jejich letohrádcích a v zimě v zimních spolcích cechů a kruhů: v roce 1802 v aristokratické Grande Société, od roku 1816 v liberálním Cercle littéraire et de commerce a později také v liberálně-konzervativním Cercle de l'Union (1841) a konzervativním Cercle catholique (1874). Pro nižší vrstvy byly otevřeny četné vinárny a šenkovny, v nichž se často tolerovala prostituce žen a dívek z chudinského dolního města Fribourgu, která byla prohlášena za nezákonnou.
Roky 1816 a 1817 přinesly neúrodu a rostoucí sociální bídu. Současně - navzdory represím a špionáži - vzrostl strach z revoluce, o čemž se několik místních důstojníků přesvědčilo zblízka v Paříži. Patriciát proto hledal porozumění s titulárním císařem Brazílie, portugalským králem Janem VI. a dohodl se s regentem, který měl zájem o katolické přistěhovalce, na založení kolonie Nova Friburgo v roce 1818. Dne 4. července následujícího roku odjelo do Brazílie 830 lidí z Fribourgu spolu s dalšími Švýcary (asi 500 z Bernu, 160 z Valais, 140 z Aargau a Lucernu), ale asi pětina těchto emigrantů zemřela na tyfus, malárii a další nemoci cestou do nové kolonie. Emigrace, později také do Argentiny a Chile, byla sociálním východiskem, které brzdilo hospodářský rozvoj. Ještě v roce 1845 byl každý čtvrtý zaměstnanec ve Fribourgu sluha nebo služka. Mnoho obyvatel se také přestěhovalo do průmyslovějších oblastí západního Švýcarska. Nova Friburgo je dnes partnerským městem Fribourgu.

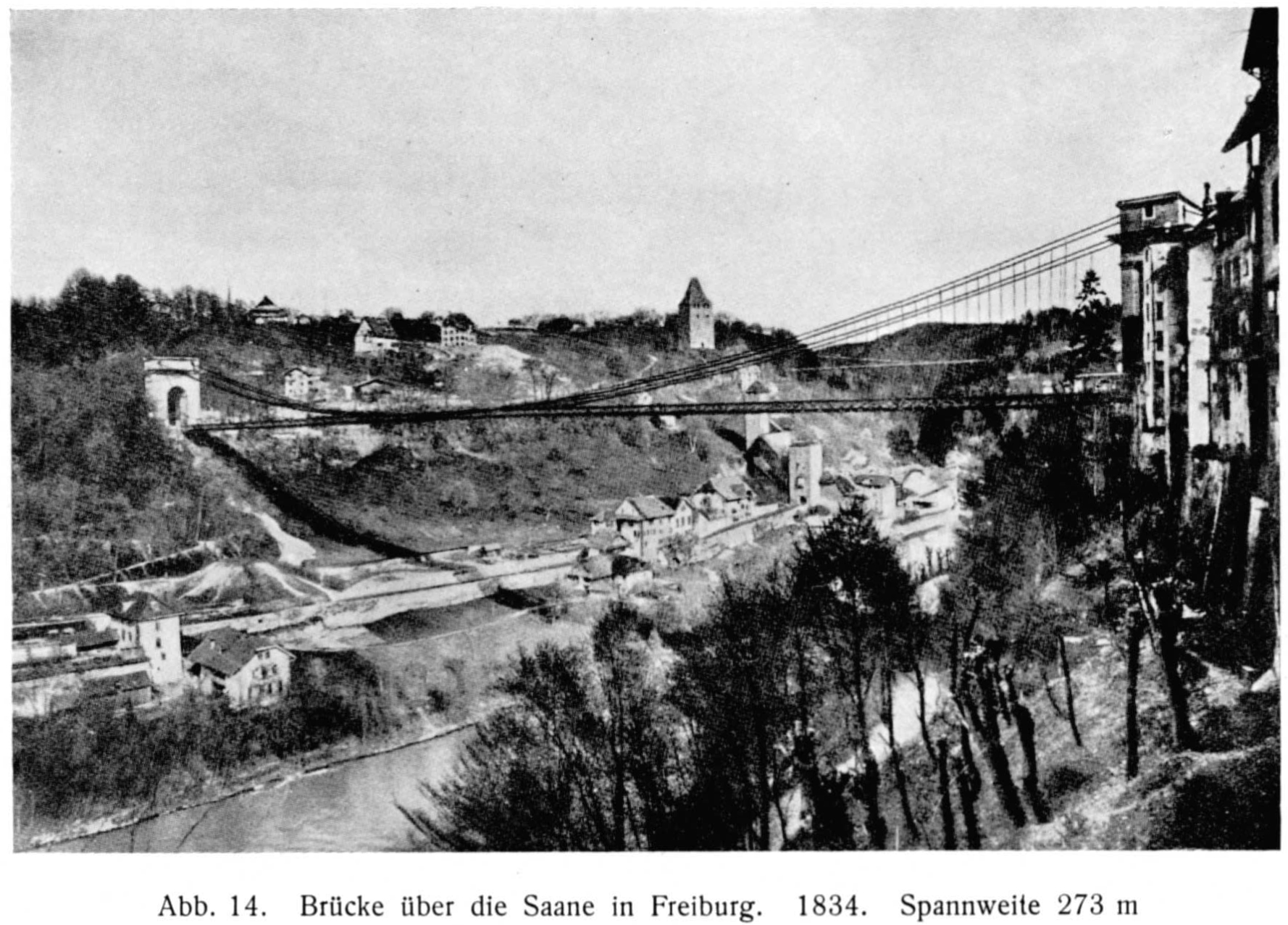
Historický most ve Fribourgu (1834)

V roce 1814 se k moci opět dostal starý patricijský režim, který vládl městu v období restaurace a až do zrušení patriciátu za pozdějšího starosty Josepha de Diesbach-Torny v roce 1830. Poté byl režim nahrazen liberálnější kantonální ústavou a v roce 1831 se německy mluvící okres Sense, kde sedláci nadále podléhali nájemnímu vztahu k městským pánům, stal politicky nezávislejším. V roce 1830 byly rozpuštěny švýcarské pluky ve službách Francie, načež mnoho fribourských občanů vstoupilo od roku 1831 do cizinecké legie. Fribourg, který se účastnil Sonderbundu jako město a kanton, byl jedním z dějišť války a 14. listopadu 1847 musel kapitulovat. Jezuité, kteří byli z liberálního hlediska agenty Vatikánu a konzervativních mocností (například Rakouska), byli vyhnáni, jejich majetky znárodněny a mimořádně výnosný penzion vydrancován. 22. dubna 1853 se několik set jezuitů pokusilo o útěk. Dne 23. dubna 1853 se několik stovek katolických konzervativních sedláků vedených bývalým učitelem Nicolasem Carrardem pokusilo o převrat proti liberální vládě Juliena Schallera, který skončil smrtí Carrarda a dalších 13 povstalců. Od roku 1848, kdy byla přijata nová spolková ústava a v roce 1857 byla změněna kantonální ústava, měl každý švýcarský občan s trvalým bydlištěm ve Fribourgu právo volit ve volbách.
Od 2. února do 15. března 1871 bylo ve Fribourgu ubytováno a ošetřováno 3700 internovaných francouzských příslušníků tzv. Východní armády (Armée de l'Est). Kromě toho bylo ve městě a okolí umístěno 628 koní. Útrapy nepřežilo 81 internovaných. Byl pro ně vybudován hřbitov v Neigles. Oswald Corvinus Szymanowski, syn Poláka, který uprchl do Švýcarska po polském listopadovém povstání v roce 1830, poskytl příkladnou a velkorysou pomoc, k níž se připojilo i obyvatelstvo. To, že Švýcarsko poskytlo cizí armádě útočiště tím, že ji internovalo, pomohlo definovat ozbrojenou neutralitu na mezinárodní úrovni a umožnilo mladému Švýcarsku vyniknout jako humanitární země.
Kantonální volební právo žen zavedl Fribourg až 7. února 1971, tedy ve stejné době, kdy bylo zavedeno na federální úrovni. Od roku 1983 existuje kantonální poradenská služba pro plánování rodiny a péči o kojence. O dva roky dříve byly zrušeny právní základy, které vedly k velkému množství administrativních opatření pro svobodné matky v kantonu od druhé poloviny 19. století. Deportační opatření se týkala také dětí politických disidentů, chudých, návykových pijáků („buveurs d'habitude“) a lidí, kteří se vyhýbali práci. K realizaci těchto opatření, která byla uplatňována v celém Švýcarsku, využily fribourské úřady trestnici Bellechasse v severní části kantonu. Odůvodněním této praxe byla ochrana mravnosti a veřejného pořádku.

Fribourg, letecký pohled z roku 1963

Extrémně konzervativní postoje trvaly ve Fribourgu velmi dlouho. Od roku 1856 do roku 1966 byly konzervativní síly opět bez přerušení u moci. Zejména vláda Georgese Pythona se vyznačovala antiliberalismem. Ten se projevil i v několika kampaních proti komunistům a svobodným zednářům, kteří ve Fribourgu neměli zastání. Základní školy se přitom těšily jen malé přednosti před církevním školstvím. K sebepojetí kantonu Fribourg, definovaného jako  République chrétienne („Křesťanská republika“), patřila také koordinace peněžních sbírek pro pučisty za generála Franca během španělské občanské války. Později ve městě našli útočiště přední členové alžírské Organizace tajné armády (OAS) a kolaborantům a apologetům nacistické okupace (Bernard Faÿ, Yves Bottineau) byla nabídnuta pracovní místa. Během vietnamské války pokračovaly ve Fribourgu ve studiu stovky synů tehdejší převážně francouzsky mluvící jihovietnamské elity. Z domácího hlediska byl Fribourg opěrným bodem a centrem přitažlivosti zejména pro konzervativce z Valais a vyprodukoval nejhlasitější zastánce korporativního státu v osobách Jean-Marie Musyho a Gonzague de Reynold. Ve Fribourgu působí od roku 1966 organizace Opus Dei.
V průběhu 19. století došlo k výrazným změnám v oblasti města. Od roku 1848 byly částečně zbořeny městské hradby a přes údolí Sány a Galtern byly postaveny nové mosty. Napojení na švýcarskou železniční síť z roku 1862 vedlo k rozvoji nádražní čtvrti. Se zlepšením dopravního spojení se také prosadila industrializace. Těžiště města se tak přesunulo z historického starého města do nádražní čtvrti. Rozsáhlé plochy ve čtvrtích Pérolles, Beauregard a Vignettaz byly kolem roku 1900 zastavěny průmyslovými podniky a obytnými budovami. Důležitým stavebním kamenem bylo také otevření univerzity v roce 1889. V letech 1950–1965 klesl podíl primárního sektoru (zemědělství) v kantonu z 35,4 % na 23,2 % pracujících. Současně se zvýšil podíl osob zaměstnaných v průmyslu z 34,5 % na 43,6 %. Další impuls k hospodářskému vzestupu získal Fribourg v roce 1971 otevřením prvního úseku dálnice A12 z Bernu do Vevey. Veřejný prostor ve Fribourgu je v současnosti silně ovlivněn konzumní společností s několika velkými nákupními centry ve městě a jeho okolí a značným objemem dopravy. Fribourg se však úspěšně prosazuje jako regionální aglomerace mezi Lausanne a Bernem.

## Obyvatelstvo
Fribourg je s 37 645 obyvateli (k 31. prosinci 2021) největším městem kantonu Fribourg. Přibližně 29 % z nich tvoří cizinci. Počet obyvatel Fribourgu výrazně vzrostl zejména na počátku 20. století a v letech 1930 až 1970. Nejvyššího počtu dosáhl v roce 1974, kdy zde žilo přibližně 42 000 obyvatel. Poté byl zaznamenán pokles počtu obyvatel o přibližně 14 %, který se však postupně zastavil. Dnes má fribourská aglomerace jednu z nejmladších věkových struktur ve Švýcarsku, a to díky přílivu rodin z oblastí u Ženevského jezera.
Počet obyvatel aglomerace odhaduje Federální statistický úřad (BFS) na přibližně 100 000 (2008). Větší fribourská metropolitní oblast/hospodářská oblast má přibližně 75 000 obyvatel (2015). Kromě města Fribourg zahrnuje obce Avry, Belfaux, Corminboeuf, Givisiez, Granges-Paccot, Marly, Matran a Villars-sur-Glâne.
Zástavba obcí Fribourg, Villars-sur-Glâne, Givisiez a Granges-Paccot nyní z velké části srostla. Přímo na východním okraji města se nachází vesnice Klein-Schönberg (francouzsky  Petit-Schoenberg), která patří k Tafers, a vesnice Uebewil (francouzsky  Villars-les-Joncs), která patří k Düdingenu. Tato uzavřená sídelní oblast má přibližně 60 000 obyvatel (2015). Od 50. let 20. století vznikají nové obytné čtvrti, především na západě města (Beaumont, Jura, Torry) a ve čtvrtích Bellevue a Schönberg východně od Saanegraben. Vznikly částečně rozsáhlé čtvrti bytových domů, částečně čtvrti rodinných domů, např. v okolí kopců Chamblioux a Le Guintzet a na horním Schönbergu.
| Rok            | 1450 | 1798 | 1850 | 1870   | 1888   | 1900   | 1910   | 1930   | 1950   | 1960   | 1970   | 1980   | 1990   | 2000   | 2010   | 2016   |
| Počet obyvatel | 6000 | 5117 | 9065 | 10 581 | 12 195 | 15 794 | 20 293 | 21 557 | 29 005 | 32 583 | 39 695 | 37 400 | 36 355 | 34 897 | 35 547 | 38 829 |

### Jazyky

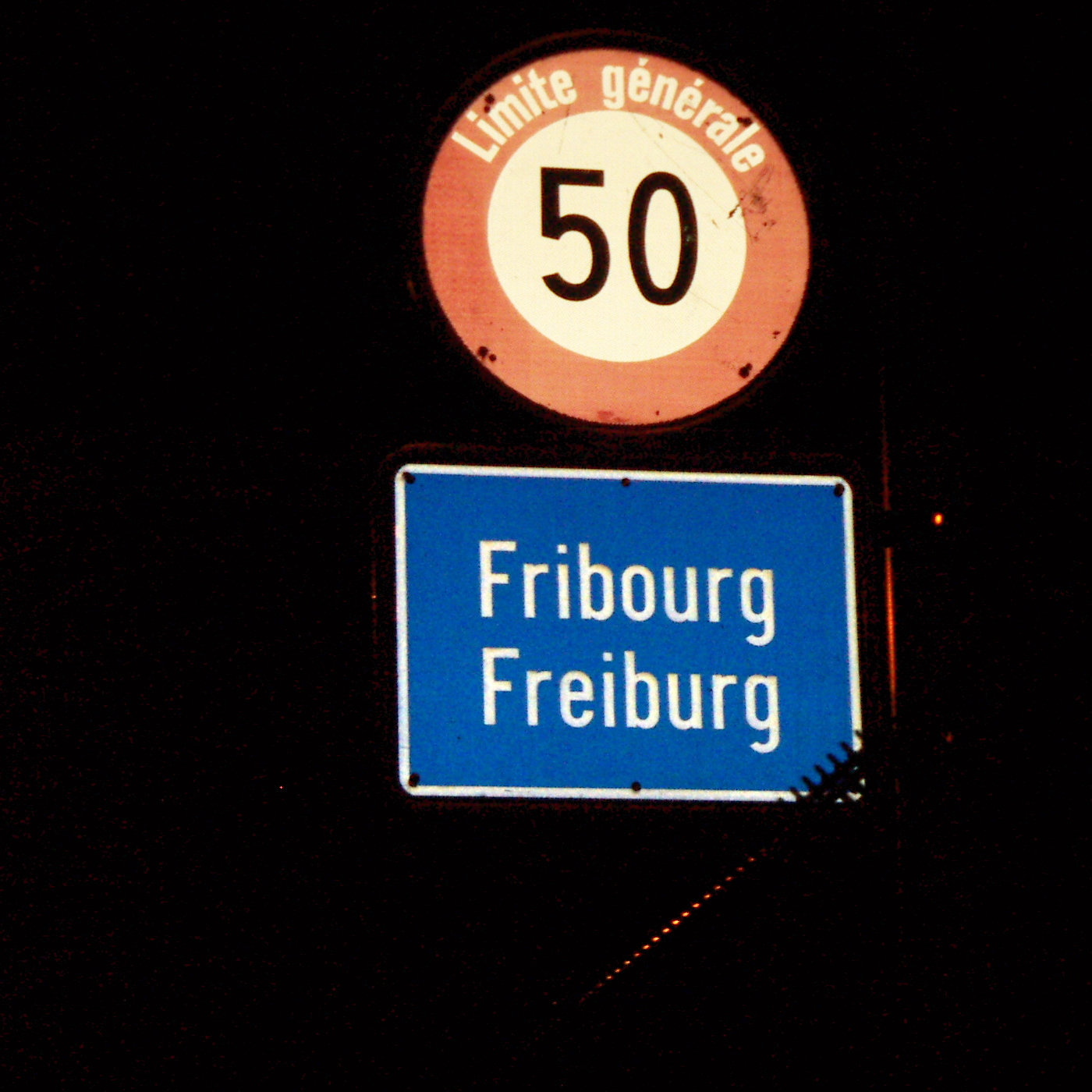
Dvojjazyčná cedule u vjezdu do města

V roce 2016 hovořilo 68,6 % (63,3 %) obyvatel francouzsky a 27,4 % (21,2 %) německy. 21 % hovoří také cizím mateřským jazykem, včetně albánštiny, angličtiny, srbochorvatštiny a především portugalštiny. Na univerzitě je poměr jazyků vyrovnaný mezi německy a francouzsky mluvícími studenty a dále několika stovkami studentů z italsky mluvícího Švýcarska a četnými zahraničními hostujícími studenty.
Na rozdíl od oficiálně dvojjazyčného kantonu Fribourg je město Fribourg politicky považováno za francouzsky mluvící obec s významnou německy mluvící menšinou. Německy mluvící obyvatelé města i kantonu již mnoho let usilují o to, aby se obec Fribourg stala oficiálně dvojjazyčnou. Žádosti v tomto směru byly dosud obecním zastupitelstvem zamítnuty.
Ve styku s úřady je však možné komunikovat jak ve francouzštině, tak v němčině. Také školy lze navštěvovat v obou jazycích. V roce 2008 bylo z iniciativy některých městských poslanců založeno "Jazykové fórum", které má podpořit výměnu a sbližování obou jazyků. V roce 2013 bylo nádraží oficiálně označeno jako „Fribourg/Freiburg“ a objevuje se takto ve všech jízdních řádech a tarifech. Na rozdíl od města Biel/Bienne, které je oficiálně považováno za dvojjazyčné, je Fribourg, co se týče jazykové problematiky, stále ve fázi vývoje.
Fribourg se vždy nacházel na jazykové hranici, tzv. „Röstigraben“, ale v době založení města ve 12. století zde převládala němčina. Přestože němčina byla úředním jazykem ve městě až do doby před rokem 1798 a bohaté rodiny si měnily jména (např. z Bourquineta se stal Burgknecht, či z Cugnieta Weck) postupně získávala vliv francouzština. Nové podniky vytvořily atraktivní centrum pro francouzsky mluvící dělníky. Od politických převratů na konci 18. a na počátku 19. století byli německy mluvící obyvatelé odsunuti do menšiny a po určitou dobu diskriminováni. V dolním městě (Basse-Ville), kde kdysi žilo chudé obyvatelstvo, se dříve mluvilo smíšeným německo-francouzským jazykem, tzv. bolzem. Tlak na asimilaci byl velký a nezřídka spojený se silnými pocity méněcennosti.
V roce 1848 byla vesnice Tafers se 147 obyvateli proti vůli obyvatel povýšena na okresní město, což německy mluvící obyvatelstvo Fribourgu politicky a kulturně oslabilo, neboť bylo nyní odděleno od své nejdůležitější spádové oblasti. Přesné údaje o jazykových poměrech jsou k dispozici až od roku 1888. V té době se k němčině jako ke svému mateřskému jazyku hlásilo přibližně 37 % obyvatel města. Od roku 1909 se mohli německy mluvící učitelé vzdělávat v Altenryfu u Fribourgu; předtím se za tímto účelem museli stěhovat do Zugu a Rickenbachu. Zejména od roku 1950 se podíl německy mluvících obyvatel prudce snížil v důsledku přílivu z francouzsky mluvících venkovských oblastí na západ a jih od Fribourgu. Město se rozšiřovalo především směrem na západ. Přesto se od poloviny 20. století objevují snahy o udržení dvojjazyčnosti. V roce 1968 vydal fribourský institut Chartu jazykového míru.

### Náboženství

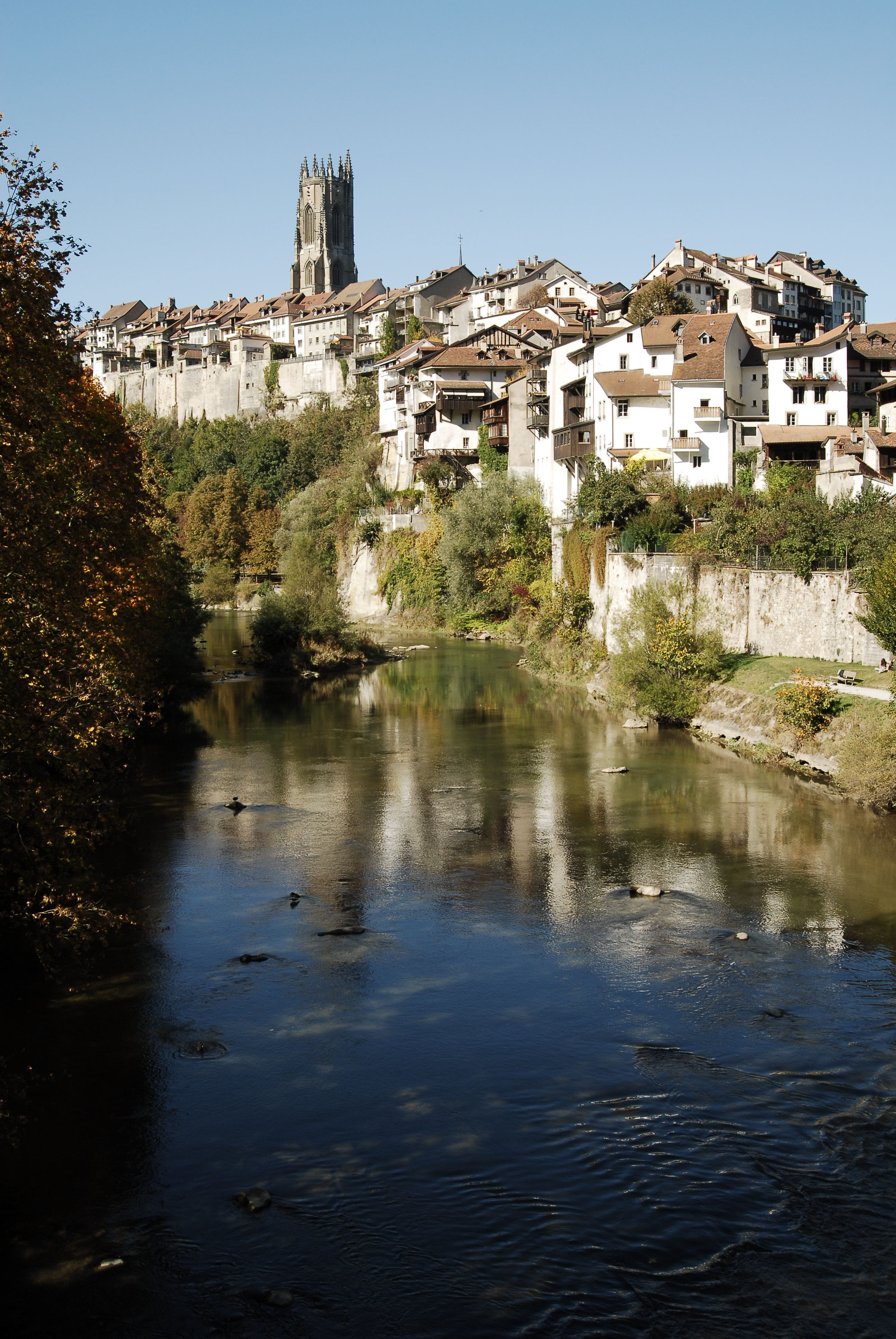
Staré město Fribourgu s katedrálou v pozadí

Obyvatelé Fribourgu jsou převážně římskokatolického vyznání. V roce 2000 se 69 % obyvatel hlásilo ke katolické církvi, 9 % k protestantům, 14 % k jinému vyznání a 8 % k jinému vyznání. Město zůstalo katolické i během reformace a až do 20. století tvořilo politické a intelektuální centrum švýcarského katolicismu se silnými mezinárodními sítěmi. Ve městě je nadprůměrná hustota kostelů a klášterů a Fribourg je od roku 1613 biskupským sídlem (diecéze lausannsko-ženevsko-fribourská). Vedle velkých řeholních řádů zde tedy působily a působí pobočky Otců Nejsvětější svátosti, redemptoristů, karmelitánů, salvatoriánů, salesiánů a dalších. V průběhu 20. století vliv církve prudce poklesl; zatímco v roce 1970 se v kantonu Fribourg přihlásilo k jinému vyznání pouze 403 lidí, v roce 2015 tento počet vzrostl na 41 200. Za tento pokles mohou částečně také četné případy zneužívání dětí v katolickém dětském domově Institut Marini v Montetu, které jsou zdokumentovány za roky 1929 až 1955.

## Politika
Zákonodárným orgánem je městské zastupitelstvo, nazývané generální rada (conseil général), kterou každých pět let volí občané Fribourgu s volebním právem. 80 členů je voleno poměrným zastoupením. Mezi úkoly generální rady patří schvalování rozpočtu a účtů, stanovení obecních předpisů a kontrola výkonné moci.
Výkonným orgánem je obecní rada (conseil communal). Skládá se z pěti členů a je volena lidovým hlasováním na základě poměrného zastoupení. V roce 2001 byl počet členů snížen z devíti na pět. Funkční období je pětileté. Obecní rada je odpovědná za prosazování rozhodnutí obecné rady, za provádění federálních a kantonálních právních předpisů a za zastupování a řízení obce. Starosta (syndic) má rozšířené pravomoci a předsedá zasedáním obecní rady.

## Hospodářství

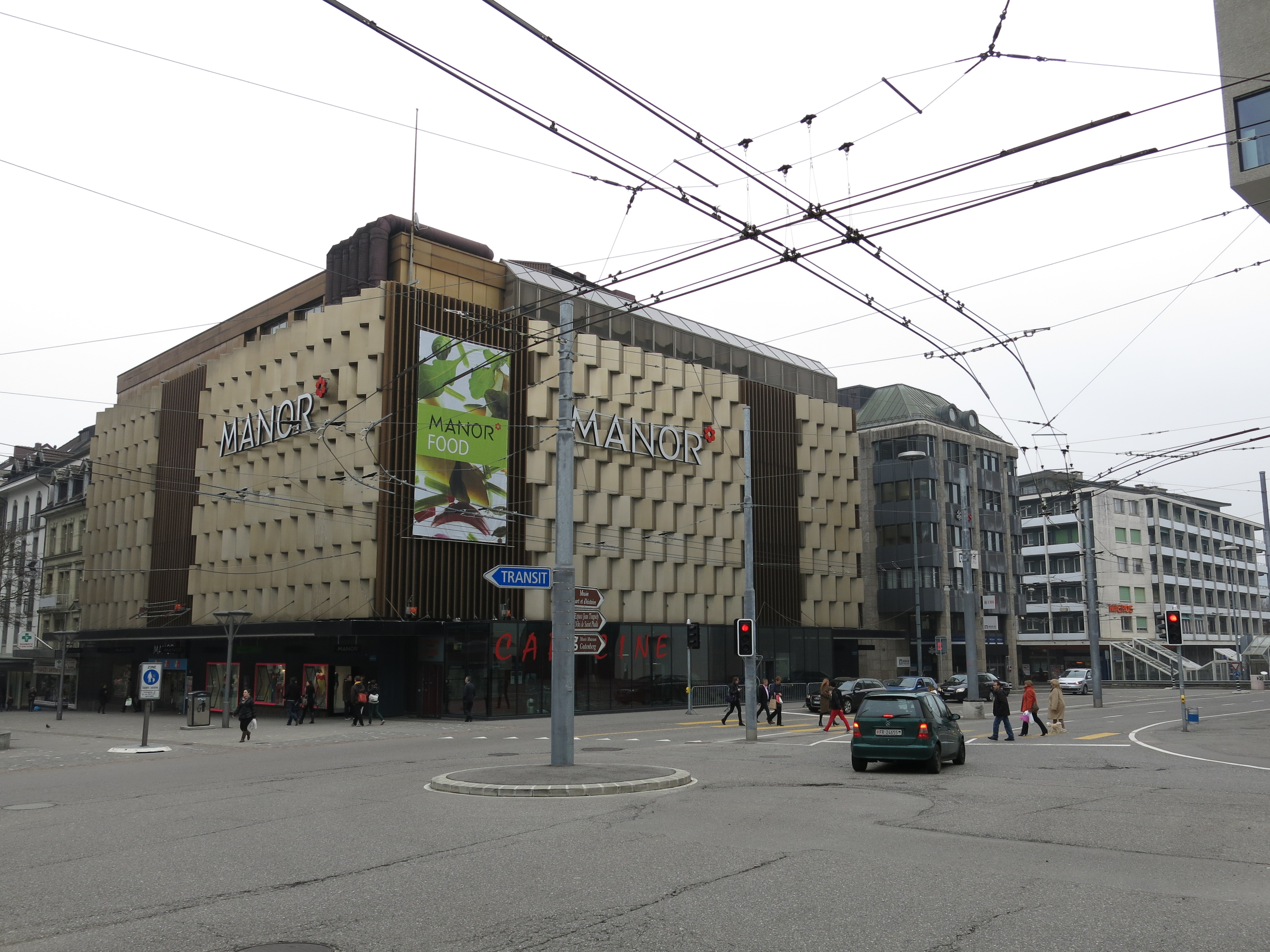
Obchodní dům Manor

Již ve 13. a 14. století se ve Fribourgu rozvíjela různá řemesla. Rozšíření města na východním břehu řeky Sány v této době naznačuje silný hospodářský vzestup. Zejména v údolí Gottéron byla vodní síla využívána k provozu mlýnů, pil, hamrů, plniček a lisoven. Podél řeky Sány se rozvíjely také obchodní čtvrti jako je Au, Neustadt a Matten. Toto dolní město (Basse-Ville) zůstalo až do nedávné doby, kdy se malebná stará zástavba stala elegantní, dělnickou čtvrtí a až do 50. let 20. století dokonce patřilo k nejchudším oblastem Švýcarska.
Ve 14. a 15. století vedlo koželužství a soukenictví, podporované v té době v regionu rozšířeným chovem ovcí, ke skutečnému hospodářskému rozkvětu, který díky obchodu se zbožím pomohl Fribourgu proslavit se v celé střední Evropě. Postupný úpadek soukenictví začal ve druhé polovině 15. století, kdy byl chov ovcí stále více vytlačován chovem dobytka. Dalšími příčinami úpadku soukenictví v 16. století bylo to, že cechy (abbayes) odmítaly umožnit přechod na nové látky a módu a že se s nástupem patriciátu změnily sociální struktury ve městě. Další příčinou byl úpadek ženevských veletrhů, takže se ztížil odbyt zboží.
V následujícím období se Fribourg vyznačoval drobným obchodem. Průmyslová výroba se prosadila až po napojení na švýcarskou železniční síť v 70. letech 19. století. Mnoho podniků zakládali protestantští přistěhovalci, protože katolická městská elita měla odpor k jakémukoli průmyslu, protože se obávala vzniku levicového proletariátu. Po přehrazení jezera Pérolles v roce 1872 bylo možné zásobovat energií náhorní plošinu Pérolles jižně od města a západně od řeky Saane. Na této náhorní plošině tak vznikla průmyslová oblast, které zpočátku dominovala pila a továrna na vagony. V letech 1877 a 1883 zde byly založeny dva pivovary, které se v roce 1970 spojily do společnosti Sibra Holding AG. V roce 1901 přibyla v Villars-sur-Glâne továrna na čokoládu Chocolat Villars. Ta se ve městě nachází od postoupení území v roce 1906. Od 60. let 20. století se zde vyráběla limonáda Sinalco. V okolí převládal potravinářský průmysl, který byl spojen se zemědělstvím a vyráběl také jablečnou šťávu (moštárna Düdingen) a sušené mléko (Epagny). V oblasti maloobchodu podnikla rodina Nordmannů od roku 1885 několik iniciativ na založení obchodních domů (Manor).
V průběhu 20. století se náhorní plošina Pérolles, která měla i železniční spojení, rozvinula v průmyslovou čtvrť. S rozvojem nových průmyslových zón mimo obec byly od 70. let 20. století různé průmyslové podniky přesunuty na okraj města do Givisiez, Granges-Paccot a Villars-sur-Glâne. Průmysl zde mohl zaujmout větší prostor a získal lepší dopravní spojení (díky blízkosti dálnice), zatímco uvolněné plochy v blízkosti centra mohly být přeměněny na obytné a nákupní zóny.

## Doprava

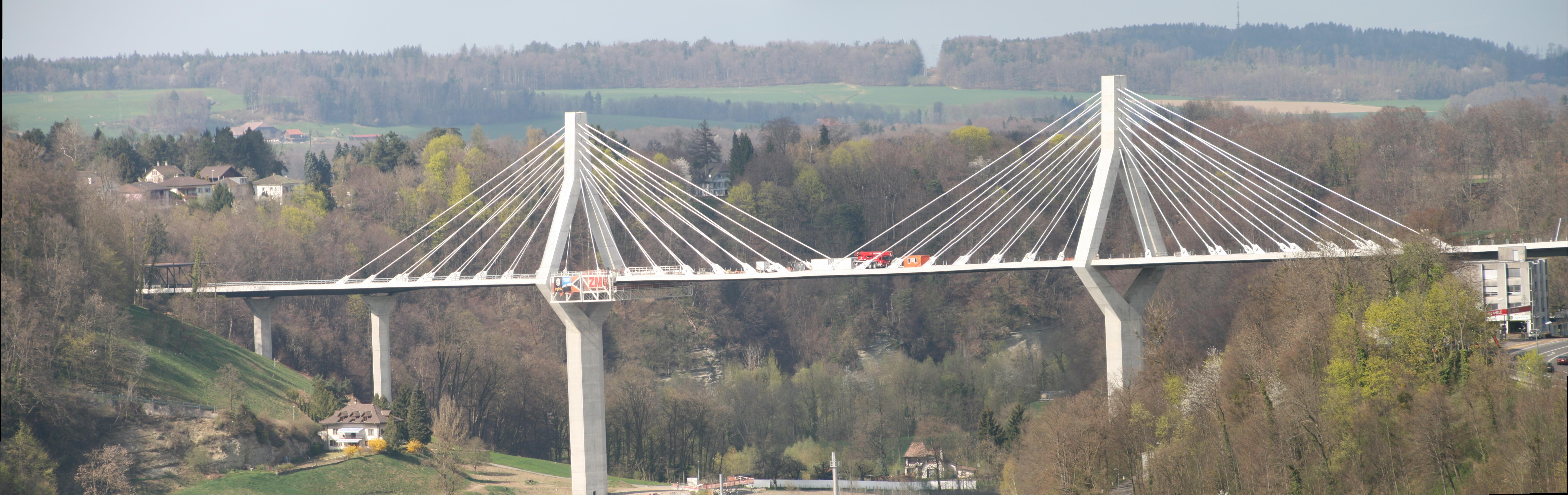
Most Pont de la Poya

Fribourg je nejdůležitějším dopravním uzlem kantonu Fribourg. Město leží na hlavní silnici č. 12, která vede z Bernu do Vevey. Další hlavní silniční spojení existuje s městy Payerne, Murten a Thun. Město bylo napojeno na švýcarskou dálniční síť v roce 1971 otevřením dálnice A12 z Bernu do Matranu. Od roku 1981 je dálnice souvislá z Bernu do Vevey. Po dobu 20 let až do otevření dálnice A1 ležel Fribourg na hlavní trase silniční dopravy z Bernu do západního Švýcarska. Dálnice obchází město ze severu a západu a obce se dotýká pouze v krátkém úseku v údolí západně od Chamblioux. Sjezdy Fribourg-Sud a Fribourg-Nord se nacházejí asi 3 km od centra města. Most Poya, otevřený v roce 2014, odlehčuje starému městu od automobilové dopravy.

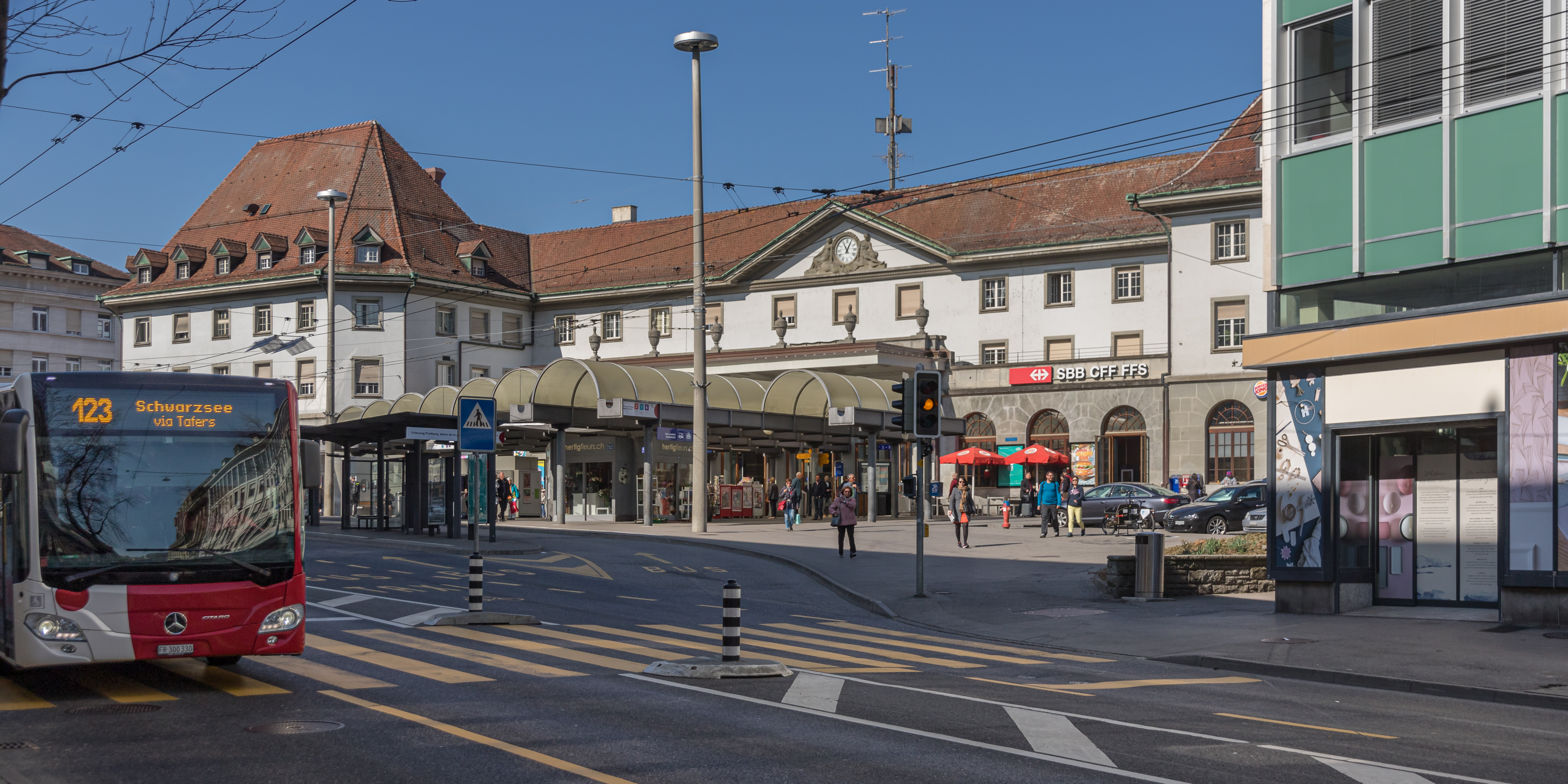
Železniční stanice Fribourg

Napojení na železniční síť probíhalo v několika krocích od roku 1860. 2. července 1860 byla nejprve zprovozněna železniční trať Lausanne–Bern. Tehdejší provizorní konečná stanice se však nacházela ve vesničce Balliswil asi čtyři kilometry severoseverovýchodně od města. V té době ještě nebyl dokončen viadukt Grandfey přes řeku Sánu. O dva roky později, 4. září 1862, byla otevřena celá trať z Balliswilu přes Fribourg do Lausanne. Také fribourské nádraží bylo zpočátku pouze provizorní stavbou, než byla v roce 1873 postavena definitivní budova. Další tratě byly otevřeny 25. srpna 1876 (Fribourg–Payerne) a 23. srpna 1898 (Fribourg–Murten). Spojení ze čtvrti Neuveville do horního města zajišťuje od roku 1899 lanovka Neuveville – Saint-Pierre, která je provozována s využitím odpadní vody. V letech 1897 až 1965 byla ve Fribourgu v provozu přibližně šest kilometrů dlouhá tramvajová trať. Od roku 1951 však musela ustoupit trolejbusům, které ve městě jezdí od roku 1989. V letech 1912–1932 však již existovala meziměstská trolejbusová trať Fribourg–Farvagny. Nová železniční stanice Fribourg-Poya přivádí fanoušky ledního hokeje přímo na stadion.

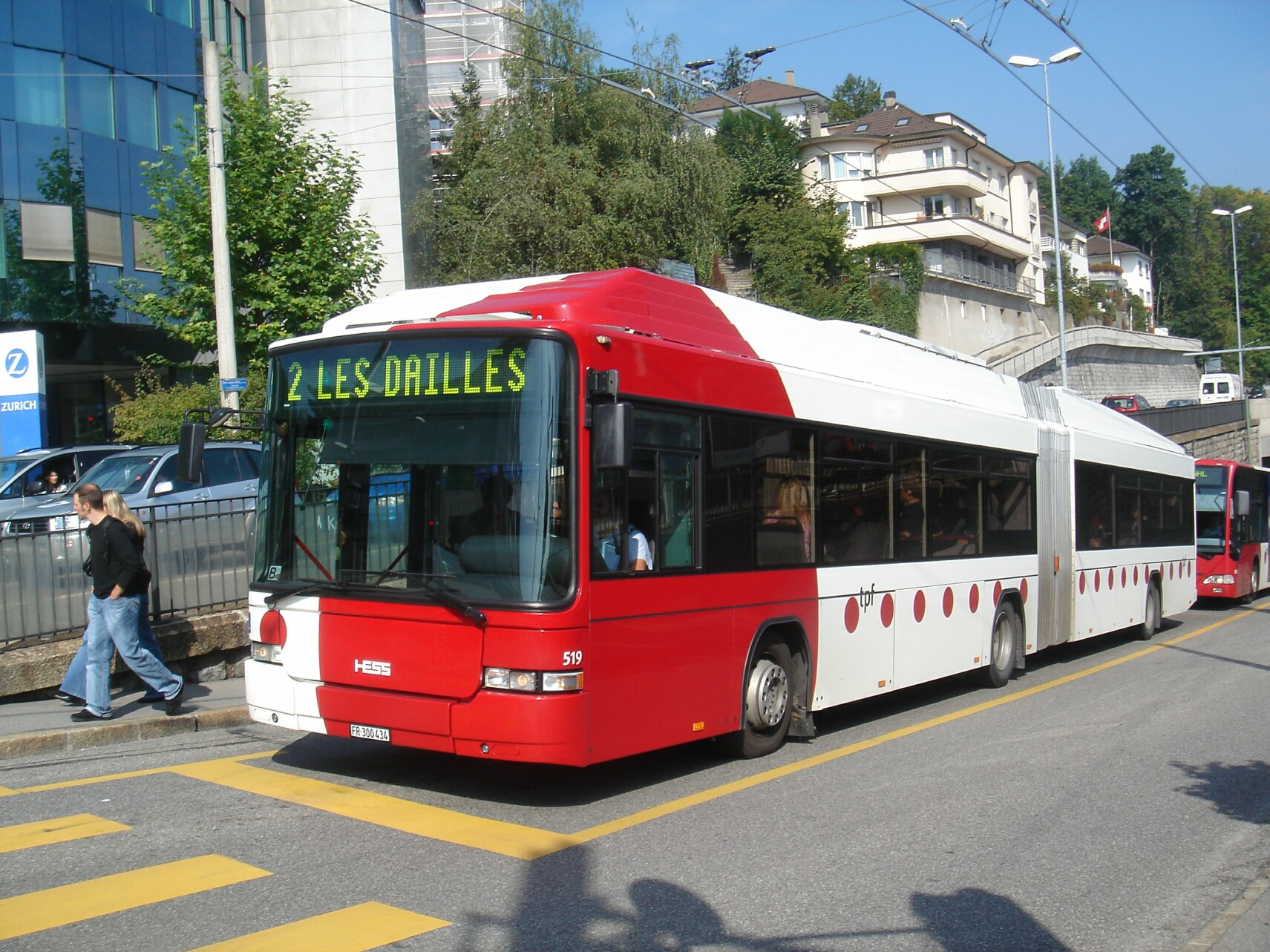
Trolejbus ve Fribourgu

Počátky dopravního sdružení ve Fribourgu se datují k 1. únoru 1996. Toho dne spojily dopravní podniky své síly s podniky fribourské aglomerace a vytvořily sdružení Communauté urbaine des transports de l'agglomération de Fribourg (CUTAF) a přijaly stanovy. Provoz byl zahájen změnou jízdního řádu 29. června 1996. Kromě města Fribourg, které neslo 70 % dopravního zatížení, byly jeho součástí obce Villars-sur-Glâne (16 %), Marly (4 %), Granges-Paccot a Givisiez (po 3 %), dále Avry, Belfaux, Corminbouf, Düdingen, Matran, St. Ursen a Tafers (všechny méně než 1 %).
Veřejnou dopravu ve městě zajišťuje hustá síť linek provozovaná fribourským dopravním podnikem. Tvoří ji tři trolejbusové a čtyři autobusové linky. Se změnou jízdních řádů v prosinci 2012 byly do sítě městských autobusů zařazeny bývalé meziměstské autobusy č. 542 (nové č. 8), č. 575 (nové č. 9) a č. 338 (nové č. 11). Kromě toho jezdí z města regionální autobusové linky ve tvaru hvězdy do všech směrů kantonu, mimo jiné do Bulle, Avenches, Schmittenu, Schwarzenburgu a turistické oblasti Schwarzsee.

## Pamětihodnosti

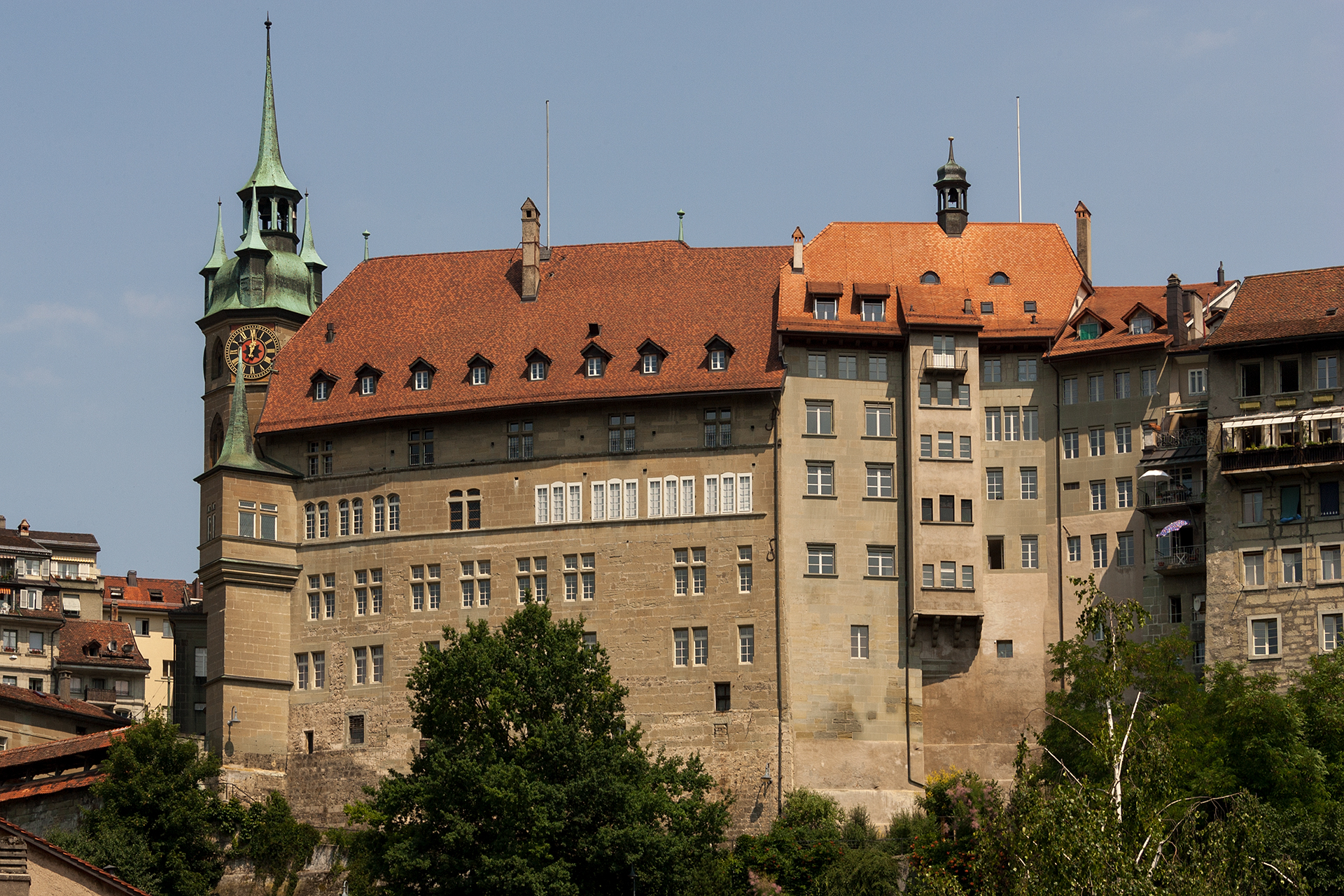
Radnice

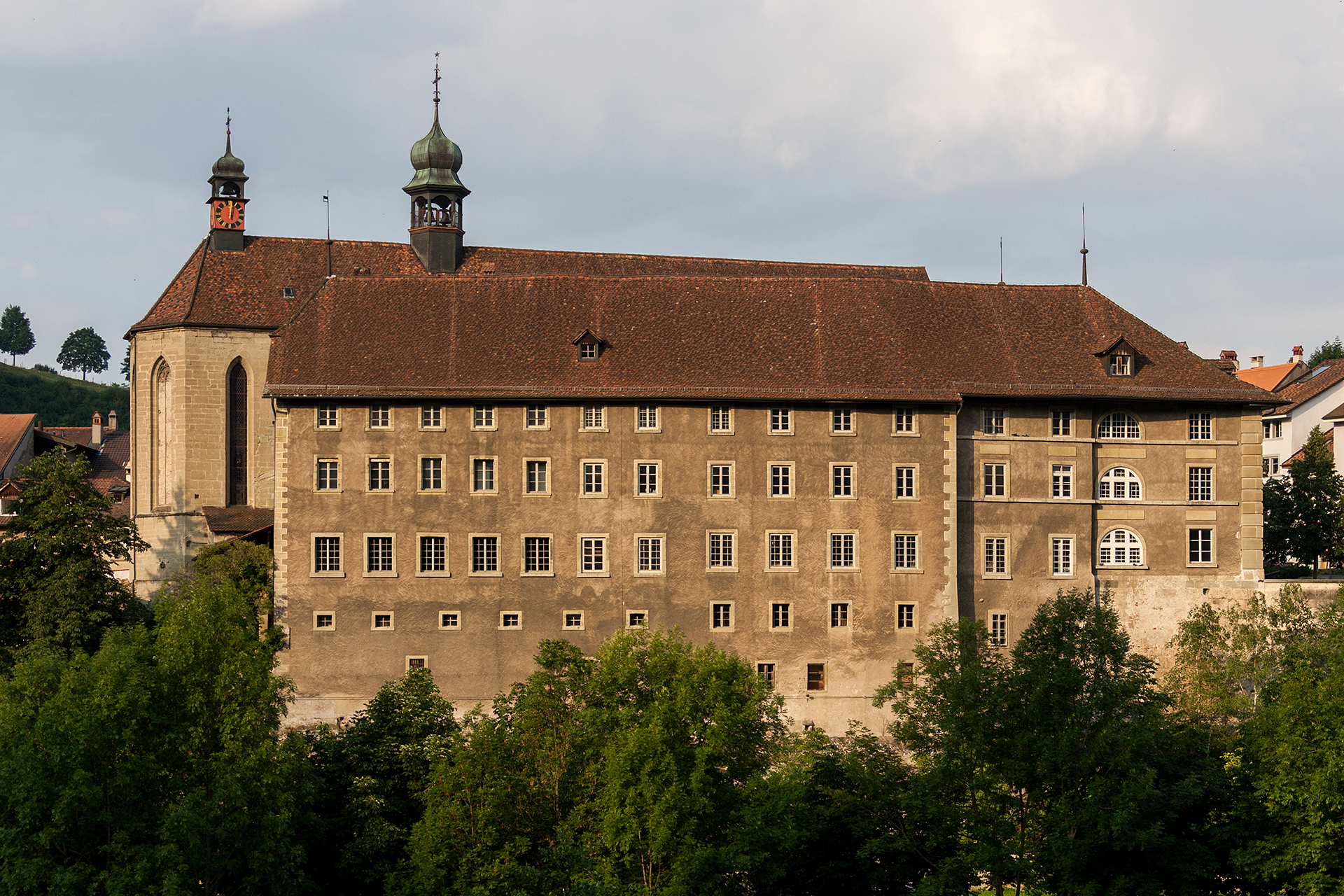
Augustiniánský kostel

Fribourg si dokázal zachovat své staré historické centrum. Dnes je jedním z největších uzavřených středověkých center v Evropě a leží na velkolepém skalnatém výběžku, který ze tří stran obtéká řeka Sána. Většina budov pochází z období gotiky až 16. století; domy jsou postaveny převážně z regionálního molasového pískovce. Jádro starého města tvoří hradní čtvrť, ale již ve 12. století přibyla čtvrť Au (rovněž v toku Sány, ale jen asi 10 metrů nad dnem údolí) a na počátku 13. století předmostí východně od řeky. Tento mírně šikmý půdorys města má délku asi jeden kilometr, ale šířku jen asi 100 až 200 metrů.
Město bylo chráněno nejméně dva kilometry dlouhým systémem okružních hradeb, který dobře zapadal do obtížné topografie. Důležitými svědky této středověké vojenské architektury ve Švýcarsku je kromě dochovaných zbytků hradeb také 14 věží a velká bašta z 15. století. Bývalé opevnění je zvláště dobře zachováno na východě a jihu. Patří k nim věž Bernská brána, Kočičí věž, Červená věž (ze 13. století) a věž Dürrenbühl. O něco mladší jsou Murtenská brána (1410), Čtyřlibrová věž (Tour des Rasoirs, 1411), romány Tour des Curtils a půlkruhová věž Thierry (Tour Henri, 1490) u Miséricorde v severní a západní části města.
Nejcennější a nejvýraznějšími památkami města jsou:
- Katedrála sv. Mikuláše ve Fribourgu - postavena v několika etapách v letech 1283 až 1490 na místě románského kostela.
- Kostel Panny Marie - trojlodní kostel Panny Marie (Notre-Dame) pochází v jádru z 12. století, ale v letech 1785–1787 prošel rozsáhlou přestavbou. Z této doby pochází barokně-klasicistní fasáda, zatímco zvonice stále vykazuje původní strukturu a v jejím podstavci se nachází románsko-gotická kaple ze 13. století. Za pozornost stojí také františkánský kostel (původně z roku 1281) s trojlodním gotickým chórem, jehož loď a vnější fasáda byly renovovány v letech 1735–1746. K bohatému vybavení patří dřevěné chórové lavice z roku 1280, které patří k nejstarším ve Švýcarsku, a hlavní oltář z 15. století. V křížové chodbě se dochovaly fresky z doby kolem roku 1440.
- Radnice - postavena v letech 1501 až 1522 na místě bývalého hradu Zähring zničeného v 15. století. Její hodinová věž byla v 16. a 17. století několikrát upravována. Hned vedle se nachází radnice postavená v roce 1731 ve směsici barokního a klasicistního slohu. Stejný sloh vykazuje i státní kancelář (1734–1737) s plastickým heraldickým motivem nad hlavním portálem. Radniční náměstí s Jiřího kašnou (figurální kašna z roku 1525) lemuje také četnická stanice, budova ve francouzském stylu z roku 1783.
- Biskupský palác - postaven v letech 1842–1845, jeho součástí je také bývalý občanský špitál z konce 17. století.
- Augustiniánský klášter - trojlodní kostel svatého Mauritia s polygonálním chórem pochází z doby založení kláštera ve 13. století, ale v 16. a 18. století byl několikrát upravován; má bohatý interiér, včetně hlavního oltáře s vyřezávaným rerodem (1602) a kamenných kněžských sedadel (1594). Klášterní budovy pocházejí z velké části ze 17. a 18. století a slouží jako sídlo Kantonální služby pro ochranu historických památek.

## Sport

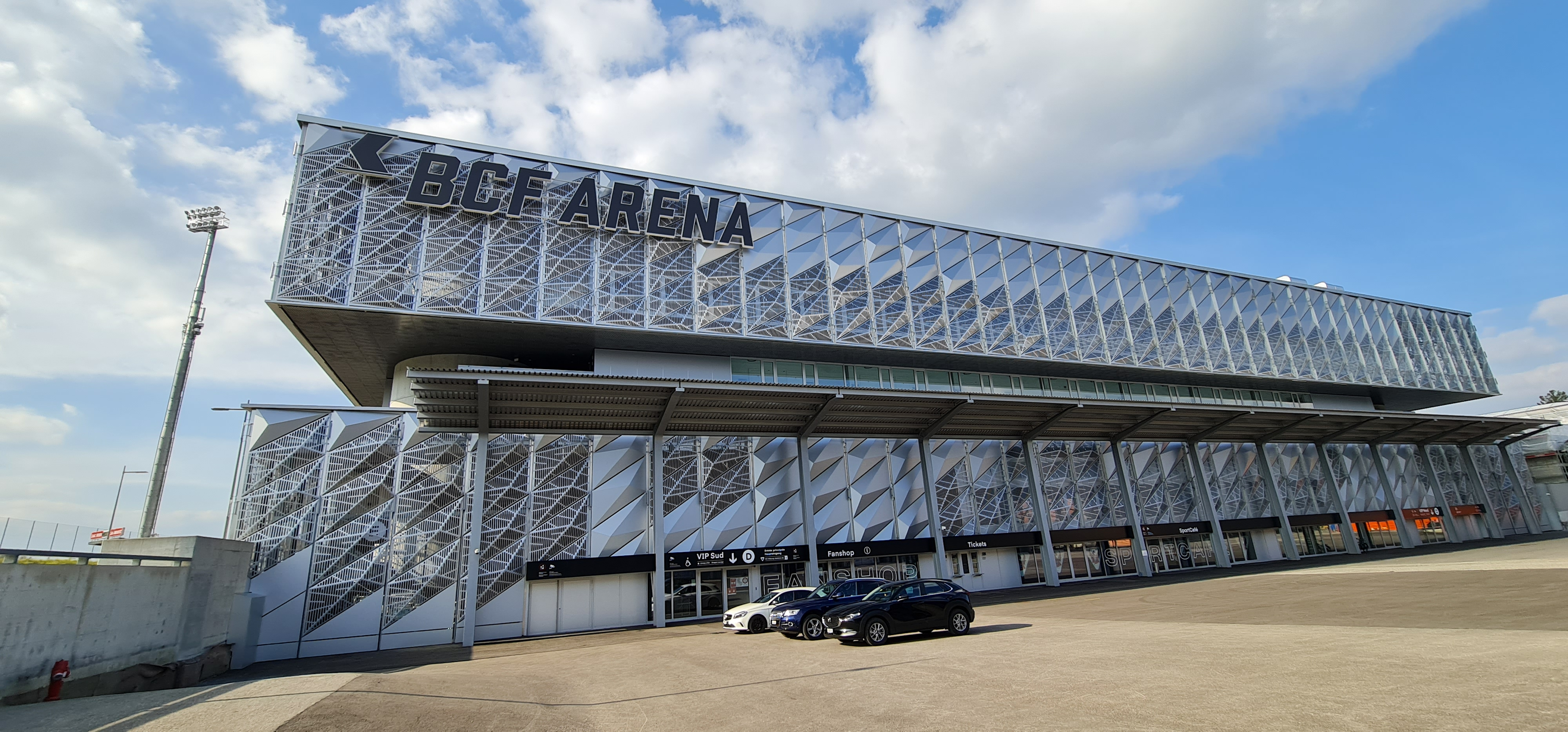
Stadion BCF Arena

Nejznámějším sportovním klubem ve městě je hokejový klub HC Fribourg-Gottéron, který hraje National League A, nejvyšší švýcarskou hokejovou soutěž, a pětkrát se stal vicemistrem Švýcarska. Zápasy se hrají v BCF Aréně s kapacitou 8934 diváků.
Dalším populárním klubem je basketbalový klub Fribourg Olympic. Počet diváků na domácím stadionu, sportovní hale St. Leonhard až 3500 překonávají na národní úrovni na klubové úrovni pouze fotbalové a hokejové stadiony. Klub je dlouhodobě nejúspěšnějším švýcarským celkem (mimo jiné 19násobný mistr Švýcarska, 9násobný vítěz Švýcarského poháru a 5násobný vítěz Ligového poháru).
Fotbalový klub FC Fribourg hraje 1. ligu, nejvyšší amatérskou divizi. Ve městě působí také florbalový klub Floorball Fribourg, který hraje národní ligu B.
Od roku 1933 se první říjnovou neděli koná Murtenský běh (Course Morat–Fribourg). Jedná se o jeden z nejznámějších a nejtradičnějších veřejných běhů ve Švýcarsku, kterého se pokaždé účastní tisíce lidí. Trať je dlouhá přibližně 17 kilometrů, vede z Murtenu do Fribourgu a běží se na památku bitvy u Murtenu.
Ke sportovní infrastruktuře patří zimní stadion St. Leonhard, Stade Universitaire a různá další sportoviště, dále malý krytý bazén a venkovní koupaliště La Motta navržené architektem Bedou Heftim v roce 1923, první venkovní koupaliště ve Švýcarsku, které nebylo ani říčním, ani jezerním bazénem. V srpnu 1928 se zde konalo mistrovství Švýcarska v plavání.

## Osobnosti
- David Aebischer (* 1978), švýcarský hokejový brankář
- Ludovic Chammartin (* 1985), švýcarský judista
- René Fasel (* 1950), bývalý švýcarský hokejista a prezident Mezinárodní hokejové federace
- Mathilde Gremaudová (* 2000), švýcarská akrobatická lyžařka
- René Robert (1936–2022), švýcarsko-francouzský fotograf
- Jean Tinguely (1925–1991), švýcarský sochař a malíř
- Daniel Vasella (* 1953), švýcarský manažer

## Partnerská města
- Rueil-Malmaison, Francie
- Nova Friburgo, Brazílie